# Konstanty Rokossowski
Konstanty Rokossowski (ros. Константин Ксаверьевич/Константинович Рокоссовский; ur. jako Konstantin Ksaweriewicz Rokossowski 21 grudnia 1896 w Warszawie, zm. 3 sierpnia 1968 w Moskwie) – radziecki wojskowy i polityk narodowości polskiej, marszałek Polski, marszałek Związku Radzieckiego, wiceprezes Rady Ministrów (1952–1956), członek Biura Politycznego KC PZPR (1950–1956), minister obrony narodowej PRL (1949–1956), poseł na Sejm PRL I kadencji, wiceminister obrony ZSRR (1958–1962), deputowany do Rady Najwyższej ZSRR II, V, VI i VII kadencji, dowódca 4 i 16 Armii, frontów Briańskiego, Dońskiego, Centralnego, 1 i 2 Białoruskiego oraz Zakaukaskiego Okręgu Wojskowego, dwukrotny Bohater Związku Radzieckiego, Budowniczy Polski Ludowej. Jeden z głównych dowódców Armii Czerwonej II wojny światowej, autor operacji Bagration, wykazał swe umiejętności dowódcze w wielu bitwach i operacjach: bronił Moskwy, walczył pod Stalingradem, zdobywał Prusy Wschodnie, Pomorze i Berlin. Uznawany za jednego z najlepszych dowódców II wojny światowej. Uczestnik obu wojen światowych oraz rosyjskiej wojny domowej. 

## Życiorys

### Dzieciństwo i młodość
Był synem polskiego kolejarza Ksawerego Wojciecha (zm. 1902) wyznania rzymskokatolickiego i nauczycielki z Pińska, Antoniny Owsiannikowej z drobnej szlachty rosyjskiej wyznania prawosławnego (zm. 14 lipca 1906 lub w 1911), którzy spoczywają na Cmentarzu Bródnowskim (kw. 15G, rząd 1, grób 6). 

Ojciec wywodził się ze szlacheckiej rodziny Rokossowskich herbu Glaubicz z Wielkopolski, która przyjęła nazwisko od miejscowości Rokosowo koło Gostynia. Ród Rokossowskich na początku XIX wieku liczył się w sferach ziemiańskich, ale ubożał. Dziadek przyszłego marszałka – Wincenty Rokossowski nie miał już ani własnej ziemi, ani dworu. Był rządcą majątku Stok. Z zachowanych dokumentów rodzinnych wynika, że Rokossowscy walczyli o odzyskanie niepodległości Polski. Ojciec Wincentego, Józef (pradziad marszałka), był porucznikiem 2 Pułku Jazdy Księstwa Warszawskiego, co w dokumencie potwierdzał własnoręcznym podpisem minister wojny, książę Józef Poniatowski. Sam Wincenty za udział w powstaniu styczniowym został uwięziony w warszawskiej Cytadeli.

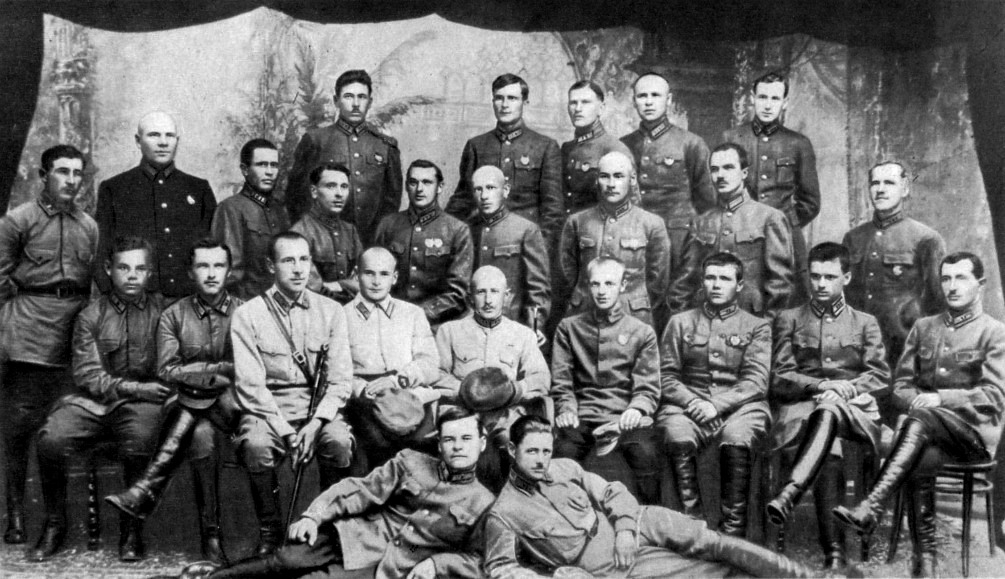
Słuchacze Kawaleryjskiego Kursu Doskonalenia Drużynowego Składu RKKA, Leningrad roku 1924 lub 1925: Rokossowski stoi w drugim rzędzie piąty od lewej, Żukow z prawej przed dwoma siedzącymi żołnierzami, Jeremienko trzeci od prawej

Konstanty uczęszczał do warszawskiej Szkoły Kupieckiej przy ulicy Świętokrzyskiej 25, następnie do Gimnazjum Zgromadzenia Kupców przy ul. Twardej róg Waliców. Uczył się bardzo dobrze i lubił czytać. Grał na trąbce basowej w orkiestrze strażackiej.

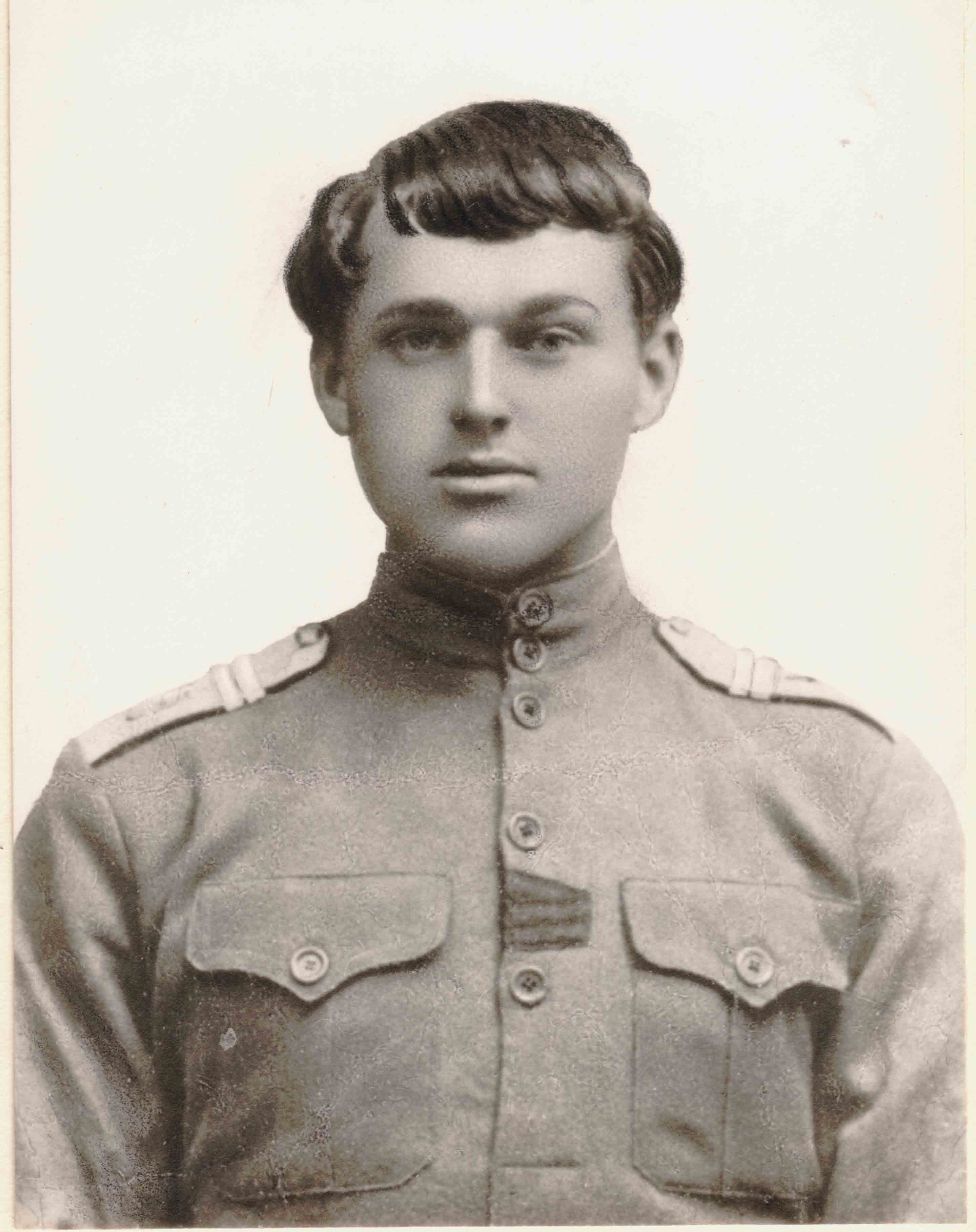
Dragon Rokossowski, 1916 rok

Po śmierci rodziców z braku środków do życia zatrudnił się w cukierni, następnie u dentysty (stryja Aleksandra Rokossowskiego), potem w fabryce pończoch na Woli, gdzie wcześniej pracowała matka, a równocześnie z nim siostry Maria i Helena. Tamże Konstanty zetknął się po raz pierwszy z ruchem robotniczym. Za udział w pochodzie pierwszomajowym w 1912 roku na 6 tygodni trafił do więzienia na Pawiaku. Został zwolniony za wstawiennictwem wuja, Mieczysława Dawidowskiego, jednak stracił pracę. Zaczął terminować w zakładzie kamieniarskim przy ulicy Strzeleckiej 2, którego właścicielem był Stefan Wysocki (mąż ciotki Konstantego, Zofii).
Źródła podają następujące miejsca zamieszkania Rokossowskiego w Warszawie: ul. Stalowa 5 (1899-), ul. Marszałkowska 117 (u babci Konstancji), ul. Konopackiej 11 (1909-) i w Grójcu przy ul. Wareckiej (u ciotki Zofii Wysockiej).

### I wojna światowa
W czasie I wojny światowej został wcielony do armii rosyjskiej, podobnie jak jego kuzyn Franciszek (syn stryja Konstantego) i koledzy, Wacław Stronkiewicz i Kazimierz Kierzkowski. Franciszka Rokossowskiego i Kazimierza Kierzkowskiego przydzielono do 5 Aleksandryjskiego pułku huzarów, Konstantego Rokossowskiego i Wacława Stronkiewicza do 5 Kargopolskiego pułku dragonów 1 Brygady 5 Dywizji Kawalerii.
Wypis z rozkazu dziennego dowódcy 5 Kargopolskiego pułku dragonów płk. Artura Adolfowicza Szmidta z dnia 2 sierpnia 1914:
„Chłop powiatu grójeckiego, wsi Długowola, gminy Rykały Wacław Stankiewicz, będący od 1911 żołnierzem I kategorii Państwowego Pospolitego Ruszenia, i mieszczanin gminy Komarowo, powiatu Ostrowskiego Konstantin Ksaweriewicz Rokossowski, urodzony w 1894, zostają zaliczeni do służby w podporządkowanym mnie pułku jako ochotnicy, w stopniu szeregowych. Obydwu zaliczyć do stanu osobowego pułku i przyjąć na zaopatrzenie od dnia dzisiejszego z podporządkowaniem do 6 szwadronu”.
22 sierpnia 1914 pułk, w którym służył Rokossowski podążał za Pilicę. Wraz z jednym z kozaków został wysłany na rozpoznanie do wsi Klwów, do której Rokossowski wjechał w pojedynkę. W środku wioski rozległy się strzały, a drogę odcięli mu nieprzyjacielscy kawalerzyści. Rokossowski zaatakował ich, jednego z nich zwalił szablą z konia i mimo ostrzału dotarł do reszty patrolu. Za ten czyn został nagrodzony Krzyżem św. Jerzego IV stopnia.
Do końca 1914 uczestniczył w zaciętych bitwach na terenie Królestwa Polskiego. 27 sierpnia 5 Dywizja Kawalerii stoczyła pierwszą większą bitwę z częścią korpusu Woyrscha, kierując się na Radom, a wkrótce znalazła się pod Lasocinem i 16 września weszła w skład Korpusu Kawalerii gen. Nowikowa. Rokossowski i jego polscy koledzy ze zdziwieniem stwierdzili obecność Polaków w nieprzyjacielskich armiach, a w rejonie Korczyna zetknęli się z 1 pułkiem piechoty Legionów Polskich.
„Wojna okazała się – napisał później Rokossowski – zupełnie niepodobna do książkowych batalii. Zrozumiałem, że w ostatecznym wyniku każda wojna jest ciężką próbą dla ludzi” .
W końcu grudnia 5 Kargopolski pułk dragonów 1 Brygady 5 Dywizji Kawalerii został wycofany z frontu do wsi Gacie pod Warszawą, a Rokossowski uzyskał dziesięciodniowy urlop, w trakcie którego odwiedził rodzinę.
14 stycznia 1915 Rokossowski podążył z 6 szwadronem 5 pułku dragonów nad Bzurę, gdzie w ciężkich warunkach byli atakowani przez Niemców. W początkach lipca cała 5 Dywizja Kawalerii, w której służył Rokossowski, przerzucona została na północny odcinek frontu w rejon Poniewieży – Szwali, gdzie Niemcy rozpoczęli natarcia na Rygę. W sierpniu 1915 Rokossowski otrzymał awans na starszego dragona. Wraz ze Stronkiewiczem zakwalifikowany został do specjalnego pododdziału zwiadowczego. Prowadzili rozpoznanie na terenie zajętym przez wroga. Za jeden z udanych wypadów 6 maja 1916 Rokossowski i inni zwiadowcy otrzymali Medale św. Jerzego III stopnia za zdobycie baterii artylerii niemieckiej. W zwiadowczym pododdziale Rokossowski zaprzyjaźnił się z podoficerem 5 szwadronu, Adolfem Juszkiewiczem, co później miało duże znaczenie w rewolucyjnej działalności Rokossowskiego. W końcu 1916 został skierowany do szkoły podoficerskiej. Po powrocie ze szkoły, 29 marca 1917 awansował na stopień kaprala.
Był dwukrotnie ranny na froncie  , łącznie za odwagę odznaczono go raz Krzyżem św. Jerzego i trzy razy Medalem Świętego Jerzego.

### Okres rewolucji
W 1918 r., w związku z działaniami rewolucji październikowej, w jego oddziale doszło do podziału: część żołnierzy opuściła jednostkę, a pozostali wstąpili do nowo formowanego wojska. Konstanty wstąpił do Armii Czerwonej, natomiast jego brat Franciszek Rokossowski herbu Glaubicz powrócił do Warszawy, gdzie został policjantem. W tym roku zmienił swoje otcziestwo na „Konstantinowicz”. Po rozformowaniu 5 Kargopolskiego pułku dragonów przez bolszewików koło Wołogody, około 100 dragonów wstąpiło do oddziału czerwonogwardyjskiego, któremu nadali nazwę „kargopolski”. Na dowódcę wyznaczyli Adolfa Juszkiewicza, na zastępcę Konstantego Rokossowskiego.
Pierwsze radzieckie odznaczenie bojowe – Order Czerwonego Sztandaru – Rokossowski otrzymał za skuteczną szarżę kawaleryjską na stanowiska artylerii białogwardzistów w okolicach Iszyma. Później został poważnie ranny w bark (trafił na pewien czas do szpitala) podczas natarcia na sztab białych rozlokowanych w miejscowości Karaluna. Ranę tę miał tam otrzymać od uderzenia szablą znajdującego się w sztabie gen. Woskriesienskiego, który w starciu tym zginął od kuli z pistoletu.
Drugim Orderem Czerwonego Sztandaru odznaczono Rokossowskiego na Dalekim Wschodzie – podczas walk z liczącą 10 tysięcy żołnierzy białogwardyjską armią kurlandzkiego barona, chana mongolskiego, dowódcy Azjatyckiej Dywizji Konnej na Dalekim Wschodzie generała majora Ungerna von Sternberga – za odblokowanie otoczonego batalionu piechoty; starcie to przypłacił kolejną ciężką raną.
Rokossowski walczył także w wojnie domowej w Mongolii. Był dowódcą dywizjonu, a potem pułku kawalerii, był kilkakrotnie ranny i odznaczony za odwagę i umiejętności dowódcze. W 1919 wstąpił do Rosyjskiej Komunistycznej Partii (bolszewików). We wrześniu 1924, jako dowódca 27 pułku kawalerii, z Zabajkala został skierowany do Wyższej Szkoły Kawalerii w Leningradzie (w czasie kursu szkołę przemianowano na Kawaleryjskie Kursy Doskonalenia Dowódców i skrócono okres szkolenia z dwóch lat do jednego roku). Ukończył ją we wrześniu 1925, wraz z Gieorgijem Żukowem. Kolejno dowodził pułkiem, brygadą, dywizją i korpusem kawalerii. W latach 1926–1928 był instruktorem armii w Mongolii, w 1930 dowódcą 7 Samarskiej Dywizji Kawalerii, a później 5 Korpusu Kawalerii. 26 listopada 1935 został mianowany komdiwem. W 1936 roku został wysłany do Hiszpanii jako doradca przy wojskach republikańskich.

### Represje stalinowskie
17 sierpnia 1937 stał się ofiarą czystek stalinowskich w Armii Czerwonej: oskarżony o szpiegostwo dla wywiadów japońskiego i polskiego. W czasie śledztwa połączonego z torturami – m.in. wybito mu kilka przednich zębów, złamano 3 żebra, uderzano go młotkiem po palcach nóg, trafił do więzienia Kriesty w Leningradzie (17 sierpnia 1937 – 22 marca 1940). Pomimo tortur nie podpisał się pod oświadczeniem stwierdzającym, jakoby miał być „polskim szpiegiem”. Wielokrotnie było symulowane jego rozstrzelanie.
Żonę z córką wysiedlono z Pskowa i skierowano na osiedlenie do Armawiru.
Życie uratowała mu osobista interwencja dawnego przełożonego, nowego dowódcy Armii Czerwonej, marszałka Związku Radzieckiego Siemiona Timoszenki, który po niepowodzeniach Armii Czerwonej w wojnie fińskiej wyjednał u Józefa Stalina zwolnienie części oficerów, uwięzionych w okresie wielkiej czystki.
Rokossowski po zwolnieniu z więzienia długie lata trzymał przy sobie – także pod poduszką w czasie snu – mały pistolet Browning, aby w wypadku próby powtórnego aresztowania popełnić samobójstwo.

### II wojna światowa

#### Początkowy okres wojny

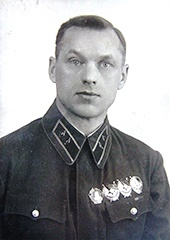
Komdiw Rokossowski w 1940 roku

W marcu 1940 został amnestionowany, wysłany do sanatorium na Krymie i przywrócony do służby wojskowej. 4 czerwca z rąk ludowego komisarza obrony Siemiona Timoszenki otrzymał nominację na stopień generała majora i został wyznaczony na dowódcę 9 Korpusu Zmechanizowanego. Z korpusem został dyslokowany w rejon Liali, gdzie uczestniczył w misji wojskowej mającej na celu zagrabienie Besarabii w porozumieniu z Niemcami w ramach Układu o Przyjaźni z dnia 28 września 1939, wyzwolonej spod Republiki Rosyjskiej w 1918 i włączonej do Królestwa Rumunii.
Po ataku Niemiec na Związek Radziecki dowodził 9 Korpusem Zmechanizowanym z odwodu Frontu Południowo-Zachodniego. 26 czerwca 1941 9 Korpus razem z 8, 15, 19 korpusami zmechanizowanymi uczestniczył w przeciwnatarciu skierowanym na siły niemieckie zajmujące Dubno (bitwa w rejonie Dubno – Łuck – Brody). Wskutek braku koordynacji działań przez dowództwo Frontu, każdy z korpusów zmechanizowanych nacierał osobno. W wyniku tego 9 Korpus Zmechanizowany prawie uległ zagładzie. Mimo niekompletnego stanu czołgów i transportu, działania 9 Zmechanizowanego Korpusu w czerwcu i lipcu 1941 oceniane są przez historyków jako najbardziej pozytywne spośród działań wszystkich korpusów zmechanizowanych Frontu Południowo-Zachodniego. Za skuteczne dowodzenie został przedstawiony do czwartego Orderu Czerwonego Sztandaru.
11 lipca 1941 został wyznaczony na dowódcę 4 Armii na południowym skrzydle Frontu Zachodniego. 17 lipca Rokossowski przybył do sztabu frontu zachodniego i w związku z pogorszeniem sytuacji dostał polecenie kierowania grupą operacyjną dla przywrócenia sytuacji w rejonie Smoleńska. Zdobycie przez Niemców Smoleńska i wydostanie się z okrążenia 16. i 20 Armii, które wycofały się pomyślnie za Dniepr, wytworzyło sytuację, w której doraźnie sformowane grupy operacyjne nie miały racji bytu. Dowódca Frontu Zachodniego 7 sierpnia powierzył Rokossowskiemu dowodzenie 16 Armią. Broniła ona głównej drogi ze Smoleńska do Wiaźmy. Na kierunku tym przebijały się oddziały, które wyszły z okrążenia i już po kilku dniach wzmacniały walczące wojsko.
16 Armia oraz kilka innych przygotowały operację zaczepną celem odbicia Smoleńska. Walki pod Jarcewem ukształtowały pogląd Rokossowskiego na metodę przełamywania umocnionych pozycji wroga. Główną wagę przykładał do współdziałania piechoty i artylerii. Dzięki temu rozpoczęte 1 września natarcie, mimo zaciekłego oporu nieprzyjaciela i jego przewagi zwłaszcza w powietrzu, nadwerężyło system obrony wroga, ułatwiając sąsiedniej 24 Armii odbicie 6 września Jelni (operacja jelnińska). Próba wyzwolenia Smoleńska jednak się nie powiodła.
Po zakończeniu operacji Rokossowski otrzymał awans do stopnia generała porucznika, a dwie jego dywizje otrzymały miano gwardyjskich. Swoje doświadczenia opisał w dwóch artykułach: Uderzenia, które wycieńczają wroga i Wrześniowe dni pod Jarcewem. Rokossowski starał się stosować nieszablonowe rozwiązania walki z przeciwnikiem mającym przewagę liczebną i techniczną oraz znaczne doświadczenie bojowe. Dużą wagę przywiązywał do przykładu osobistego wszystkich dowódców.
Na pierwszej linii pojawiał się często w odświętnym mundurze. „W początkach naszej współpracy – wspominał członek rady wojennej 16 Armii Łobaczew – maniera ta, zjawiania się w okopach jak na paradę, zbijała mnie z tropu… Wkrótce jednak przekonałem się, że wszelki blichtr jest obcy Konstantemu Konstantynowiczowi. Właściwe mu były surowe normy, zgodnie z którymi dowódca obowiązany jest swą postawą, wyglądem zewnętrznym, aż do szczególików, wpajać wojskom atmosferę spokoju, wrażenie panowania nad sytuacją” .
Niemcy rozpoczęli 30 września operację pod kryptonimem „Tajfun”, mającą na celu okrążenie wojsk radzieckich na wschód od Smoleńska i zdobycie Moskwy. Udało im się wyjść na tyły 3 i 13 Armii Frontu Briańskiego oraz zagrozić armiom frontów Zachodniego i Rezerwowego. Po dwóch dniach walk Rokossowski otrzymał nieoczekiwany rozkaz przekazania swych wojsk 20 Armii i udania się ze sztabem 16 Armii w rejon Wiaźmy celem objęcia dowodzenia nad pięcioma odwodowymi dywizjami.
W trakcie ofensywy niemieckiej, której pierścień okrążenia zamykał się właśnie pod Wiaźmą, znalazł się w trudnej sytuacji. Obiecanych dywizji nie otrzymał, nie miał też łączności ze sztabem frontu. Wyślizgując się z niemieckiego okrążenia zdołał zebrać i uporządkować po drodze znaczne oddziały, które stały się zalążkiem odtworzonych jednostek 16 Armii. Zgodnie z rozkazem nowego dowódcy Frontu Zachodniego, gen. armii Georgija Żukowa, 14 października znalazł się pod Wołokołamskiem w sytuacji przypominającej walki pod Jarcewem. Dysponował zgranym sztabem i środkami łączności. Na organizację obrony na stukilometrowym froncie miał jednak zaledwie dwa dni. Jej szkielet oparł o dołączoną uprzednio 18 Moskiewską Dywizję Pospolitego Ruszenia, przybyłą z Kazachstanu 316 Dywizję Strzelecką generała majora Iwana Panfiłowa, 3 Korpus Kawalerii generała majora Lwa Dowatora, który dopiero co wyszedł z okrążenia, oraz szkolny pułk tzw. Kremlowskich Kursantów  .
W rozciągniętej cienkiej linii obrony 16 Armii, 316 Dywizja gen. Panfiłowa miała przyjąć atak 11. Dywizji Pancernej Wehrmachtu. Wiąże się z tym wyolbrzymiona propagandowo historia o 28 panfiłowcach, którzy choć zginęli, to zadali wrogowi wysokie straty. Po dziesięciodniowych uporczywych walkach 27 października armia oddała Wołokołamsk, na tym jednak natarcie nieprzyjaciela wygasło. Oddanie Wołokołamska przysporzyło Rokossowskiemu wiele przykrości. Do sztabu armii przybyła specjalna komisja śledcza, która musiała jednak przyznać, iż zarówno generał Panfiłow, jak i Rokossowski nie mieli żadnych możliwości utrzymania Wołokołamska.
Na wznowienie natarcia Niemcy potrzebowali dwóch tygodni. W tym czasie Rokossowski otrzymał od dowódcy Frontu Zachodniego generała armii Żukowa propozycję organizacji armii konnej, na czele której miałby działać na tyłach nieprzyjaciela. Zdecydowanie ją odrzucił stojąc na stanowisku, iż w dobie masowego użycia czołgów i lotnictwa era konnych armii bezpowrotnie minęła. Koncepcja ta została w efekcie zaniechana .

#### Bitwa o Moskwę

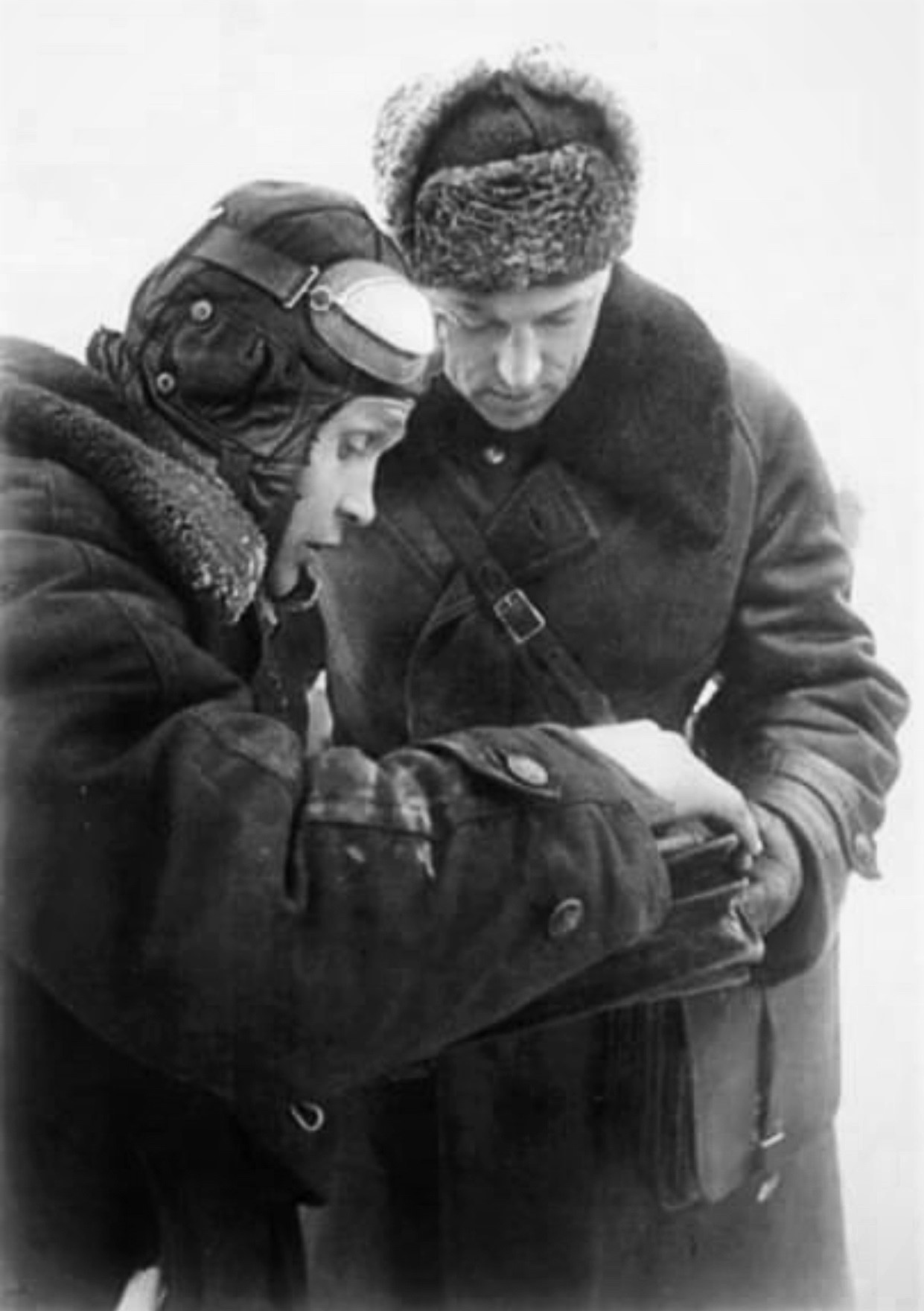
Rokossowski podczas bitwy moskiewskiej

Wznowione przez Niemców 15 listopada 1941 natarcie kleszczowe na Moskwę zostało zaplanowane dwoma głównymi uderzeniami: na północy – w kierunku Klina i Sołniecznogorska, i na południu – w kierunku Tuły. Pancerny taran północnego ugrupowania uderzył na wojska 30. Armii generała majora Dmitrija Leluszenki i 16 Armii generała Rokossowskiego.
Dwa tygodnie spokoju wykorzystał dowódca 16 Armii na umocnienie się na nowych pozycjach. Tak jak pod Wołokołamskiem główną rolę odegrali „panfiłowcy”, tak teraz niedawno przybyła 78 Dywizja Strzelecka pułkownika Afanasija Biełbordowa. Oprócz niej armia wzmocniona została czterema niepełnowartościowymi dywizjami kawalerii i dwiema brygadami pancernymi, liczącymi po zaledwie kilkanaście czołgów. Na czele jednej z tych brygad stał późniejszy dowódca armii pancernej, pułkownik Michaił Katukow.
Wykorzystując prawie trzykrotną przewagę nieprzyjaciel spychał wojska 16 Armii coraz bliżej Moskwy. Frontu jednak nie przerwał. Po trzech dniach walk wojska niemieckie przeniosły ciężar natarcia bardziej na północ, na Klin. Rokossowski znalazł się z niewielką ochroną w mieście do którego wdzierały się niemieckie czołgi. Wszystkie będące do dyspozycji pododdziały zaangażowane zostały już do walki. Trzeba było pospiesznie przerzucić wojska z jednego odcinka na drugi. Pod ostrzałem nieprzyjacielskich czołgów Rokossowski odtwarzał linie obronne wszędzie tam, gdzie tylko nieprzyjaciel zaczynał uzyskiwać powodzenie. Bez snu, wykazując niespożyte wprost siły przebywał wśród walczących wojsk. Zdawał sobie sprawę z tego, że nadchodzi czas przełomu. Nieprzyjacielskie natarcie rzeczywiście utknęło u wrót Moskwy.
5 grudnia wojska radzieckie przeszły do przeciwnatarcia. Między 30. a 16 Armię wprowadzono do walki armie rezerwowe – 20. i 1 Uderzeniową. 16 Armia wzmocniona została trzema brygadami piechoty skierowała główny wysiłek na zdobycie Kriukowa – wyzwolonego 8 grudnia. W tym dniu Adolf Hitler podpisał rozkaz nr 39 – o przejściu do „strategicznej obrony”. Krok ten motywował trudnościami w zaopatrzeniu i przedwczesną zimą. Było to otwarte przyznanie się do klęski niemieckiej ofensywy na Moskwę i krachu planu „Barbarossa”.
Zima, do której Niemcy rzeczywiście nie przygotowali się, sprawiła w gruncie rzeczy większe trudności nacierającym wojskom radzieckim. Znaczne opady śniegu utrudniały manewry, nieliczne zaś drogi były naszpikowane najrozmaitszymi minami-pułapkami. Dowództwo frontu żądało stosowania bardziej manewrowych form walki. Wspaniały przykład manewru w zdobyciu Zalewu Istrinskiego dała 16 Armia. Rokossowski podzielił ją na trzy grupy, które współdziałając ze sobą, obeszły zalew i zajęły miasto Woskriesiensk. W centralnych gazetach radzieckich ukazał się 13 grudnia komunikat o tym wydarzeniu ze zdjęciem gen. Rokossowskiego. Od tej pory przestał być tajemniczym „generałem R”. Nazwisko jego stawało się coraz głośniejsze również poza granicami Związku Radzieckiego.
Sukcesy wojsk radzieckich pod Moskwą zaskoczyły świat zachodni. Nie osłabiając tempa natarcia, 16 Armia zdobyła Wołokołamsk. Dywizje jej jednak wykruszyły się, liczyły zaledwie 2–3 tysiące żołnierzy. Nieprzyjaciel ponadto panował w powietrzu. Przeciwnatarcie wygasło. Rokossowski otrzymał 21 stycznia nieoczekiwany rozkaz, przypominający wydarzenia sprzed kilku miesięcy „Przekazać związki taktyczne sąsiadom, zwłaszcza 5 Armii, samemu zaś ze sztabem zgłosić się do dyspozycji dowództwa frontu”. Po raz trzeci więc w trakcie ostatniego półrocza kazano mu zostawić swe wojska i jak się okazało – organizować działania w nieznanym terenie. Tym razem skierowano go na południowe skrzydło frontu, w rejon Suchiniczi.
Suchinicze, ważny węzeł kolejowy na linii Briańsk – Kaługa, zostały odbite, lecz ponownie utracone przez wojska 10. Armii. Dowódca frontu polecił Rokossowskiemu wraz ze sztabem przejąć te wojska, zorganizować nową 16 Armię, a nade wszystko odbić Suchiniczi. Zadanie to wykonał niespodziewanie łatwo. Nie przestrzegając maskowania w eterze wystraszył Niemców, iż w rejonie Suchinicz przebywa rzekomo cała 16 Armia. Zanim ruszyło natarcie, nieprzyjaciel w panice opuścił miasto.
Sytuacja nowo tworzonej 16 Armii nie była jednak łatwa. Brakowało wszystkiego, a zwłaszcza ludzi. Dowództwo żądało zaś działań zaczepnych. Rokossowski organizował więc kolejne uderzenia na niemieckie punkty oporu. W czasie przygotowania jednego z takich uderzeń, 8 marca, odłamek przypadkowego pocisku zranił go ciężko w plecy. Stało się to na kwaterze, gdy podpisywał rozkaz do natarcia w obecności swych współpracowników. Wspominając o okolicznościach tego zdarzenia, Rokossowski pisze: „Uprzednie rany odniosłem w ogniu walki. Wrogowie stawali twarzą w twarz. I oto trzecia rana… w pokoju, z piórem w ręku, od przypadkowego wybuchu pocisku… Inne czasy, inna wojna. Inne stanowisko”.
Na początku 1942 roku został poważnie ranny odłamkiem pocisku; 8 marca 1942 napisał list do żony, w którym zapewniał, że wszystko jest dobrze; w maju 1942 wrócił do służby. Do końca maja przebywał w moskiewskim szpitalu, a z Nowosybirska przybyły do Moskwy żona i córka, gdyż życie w stolicy normowało się. Okres leczenia Rokossowski wykorzystywał na studiowanie literatury fachowej i analizę dotychczasowych doświadczeń. Wojna bowiem dopiero zaczynała się, choć jak się wydawało, najcięższy okres kraj i armia miały za sobą. Wbrew zaleceniom lekarzy opuścił szpital, postanawiając dokończyć kurację na froncie. Przybył do armii, gdy przygotowywano nową operację zaczepną. Nie spełniła ona jednak oczekiwań, a w początku lipca otrzymał rozkaz nominacyjny na dowódcę Frontu Briańskiego. Żegnał się z 16 Armią – tym razem na zawsze.
Za bitwę pod Moskwą został nagrodzony Orderem Lenina  .

#### Bitwa stalingradzka

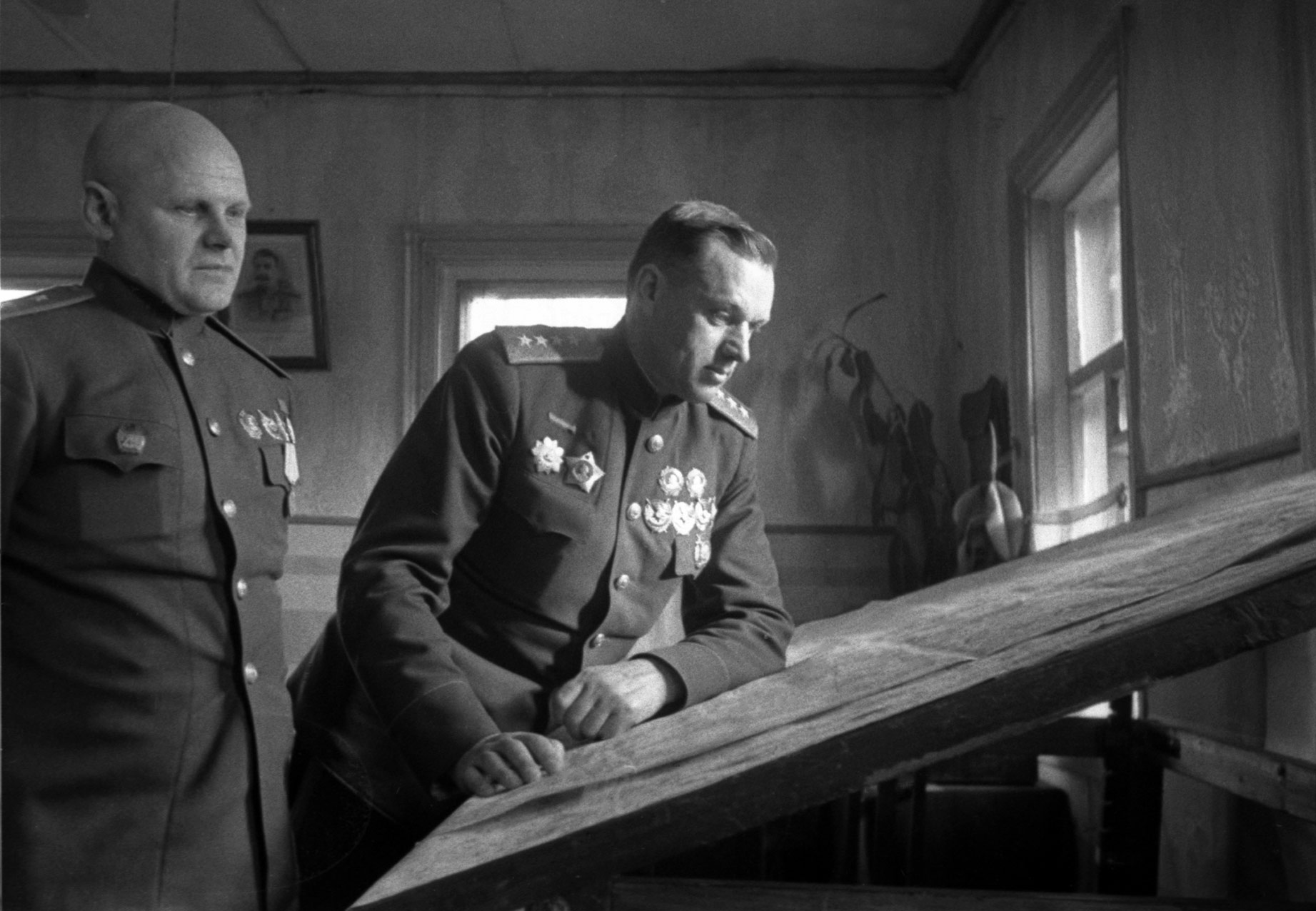
Rokossowski w sztabie, obok niego Filipp Golikow, lata czterdzieste XX wieku

Nominacja na dowódcę Frontu Briańskiego była niewątpliwie wyrazem wysokiej oceny walorów dowódczych Konstantego Rokossowskiego. Kwatera Główna wyraziła też zgodę na nominację najbliższych jego współpracowników sztabowych. W trakcie dwumiesięcznego dowodzenia Frontem Briańskim, pozostającym poza zasięgiem zasadniczych działań wojennych, Rokossowski zdobył doświadczenie organizacyjne, nieosiągalne dla dowódcy armii. Złożyły się na nie bezpośrednie kontakty z kwaterą główną i Stalinem, szersza skala odpowiedzialności i nowe metody rozwiązywania problemów operacyjnych. Dotychczasowe grono współpracowników powiększyło się na trwałe o dwóch nowych: szczególnie oddanego mu gen. Pawła Batowa, ówczesnego zastępcę dowódcy frontu, a późniejszego dowódcę 65 Armii, oraz kwatermistrza, gen. Nikołaja Antipienkę.
„Rokossowski – napisał po latach gen. Batow – nie znosił samotności, stale pracował ze swoim sztabem. Najczęściej spotykaliśmy go w oddziale operacyjnym lub w pokoju szefa sztabu. Przychodził, pytał o kłopoty w pracy, pomagał radą i doświadczeniem, proponował przemyślenie takiego lub innego wariantu przyszłych działań. Zawsze skupiony, umiejętnie przydzielał pracę swoim zastępcom, szefom rodzajów wojsk, sztabowi, radzie wojennej i zarządowi politycznemu. Wszystko to stwarzało wyjątkowo pogodną atmosferę; każdy człowiek chciał odważniej myśleć i równie odważnie działać...”.
Spokój na Froncie Briańskim ciążył Rokossowskiemu coraz bardziej. Wszak od 28 czerwca trwały na południu gigantyczne zmagania. Udziałem Rokossowskiego było przekazywanie, na prośbę głównodowodzącego, coraz to nowych związków taktycznych na odcinek stalingradzki. I oto nieoczekiwanie otrzymał rozkaz natychmiastowego przybycia do Moskwy, a stamtąd wyjechał do Stalingradu.

Letnia kampania niemiecka (operacja Fall Blau) rozwijała się w wielkim łuku Donu i na północnym Kaukazie. Główne uderzenia utworzonej w początkach lipca Grupy Armii „B” kierowały się na Stalingrad. Ogromnym wysiłkiem wojska i ludności cywilnej organizowano rubieże obronne, hamując postęp niemieckiej ofensywy. Jednak 25 sierpnia korpus pancerny 6 Armii niemieckiej przedarł się nad Wołgę, na północ od Stalingradu, odcinając 62 Armię od pozostałych sił Frontu Stalingradzkiego. Wojska hitlerowskie rozpoczęły 13 września szturm miasta wdzierając się w poszczególne jego dzielnice.

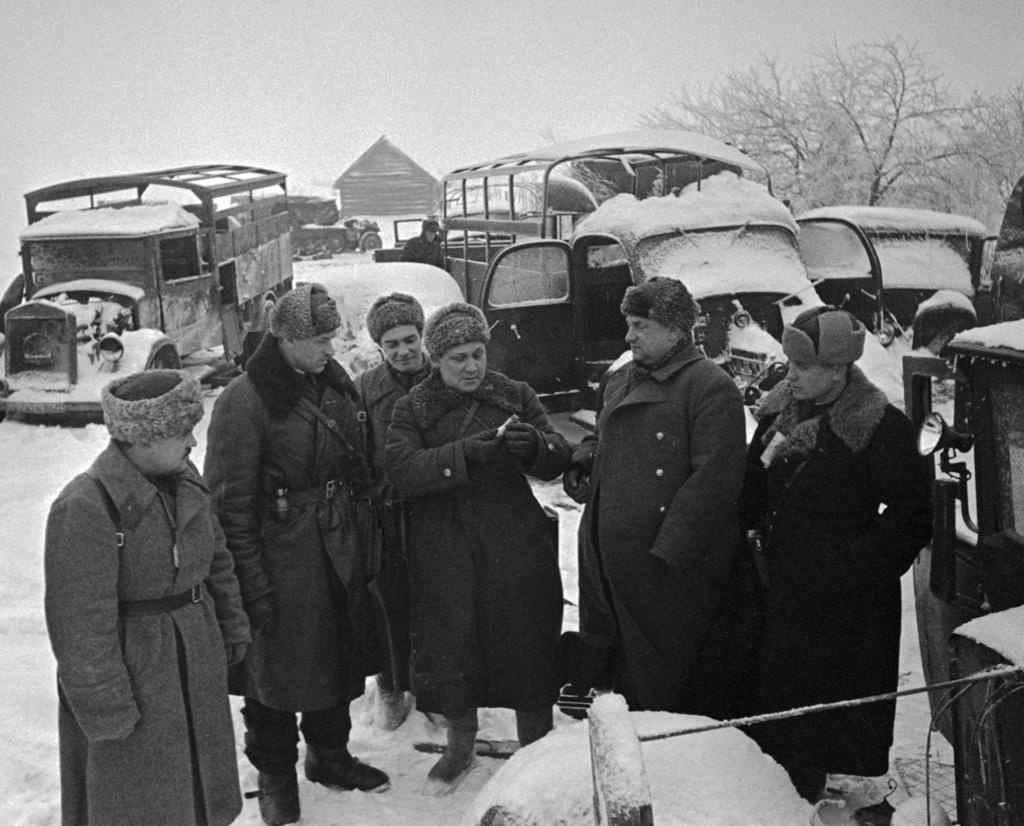
Generał porucznik Konstanty Rokossowski (drugi z lewej strony) jako dowódca Frontu Dońskiego, Stalingrad 1942 rok

Taka była sytuacja, gdy samolot z Żukowem i Rokossowskim wylądował w pobliżu Stalingradu. Samochodami udali się do stanowiska dowodzenia frontu, na lewym brzegu Wołgi. Oglądana jeszcze z samolotu chmura dymu spowiła całe miasto. Panorama płonącego i walczącego miasta wywierała ogromne wrażenie. Niepowodzenie operacji mających na celu połączenie 62 Armii z resztą wojsk frontu skłoniły radzieckie dowództwo do reorganizacji systemu dowodzenia. Front Stalingradzki przemianowano na Doński, Front Południowo-Wschodni zaś na Stalingradzki. Dowódcą Frontu Dońskiego mianowano gen. Rokossowskiego, który uporządkował i skonsolidował wojska oraz usprawnił system dowodzenia. Zaprzestał też bezowocnych natarć na wygodniejsze, tzw. panujące pozycje niemieckie nad Wołgą. Wzmocnił przede wszystkim obronę, zwłaszcza przyczółki na lewym brzegu Donu, które miały odegrać ogromną rolę w przyszłej kontrofensywie. W uporządkowaniu wojsk frontu znacznej pomocy udzielili mu starzy towarzysze walk, którzy na jego prośbę przybyli z Frontu Briańskiego. Do grupy najbliższych stałych współpracowników dołączył wówczas dowódca 16 Armii Lotniczej, gen. Siergiej Rudienko .

Warunki pracy oraz nastrój Rokossowskiego w tym okresie oddaje list do żony i córki, w którym między innymi pisze:

Upodobniłem się do wędrownego ptaka i pofrunąłem na południe. Do pracy przystąpiłem od pierwszego dnia: z całym rozjuszeniem i nagromadzoną złością skierowałem wysiłki na zniszczenie fryców – tej zarazy... Nadchodzi czas, gdy będą oni bici tak, jak za Aleksandra Newskiego i pod Grunwaldem... Teraz kilka słów o sobie. Jestem zdrów i rześki. W ciągu kilku dni mieszkałem w wąwozie, ziemiance, a częściej bywałem w drodze. Teraz mieszkam czasowo w drewnianym domku...
Żadnej roślinności. Gołe wzgórza i stepy. Od kilku dni wieje silny wiatr i podnosi tumany piachu. Trzeba będzie zamówić sobie okulary, gdyż bolą mnie oczy. Za to zębów nie trzeba czyścić – czyszczą się piaskiem... Bardzo tęsknię za wami. Świadomość tego, że tam w oddali żyją drogie mi dwie istoty myślące o mnie, wlewa ciepło w moją duszę, dodaje mi siły i energii...

Bitwa o Stalingrad weszła w fazę kulminacyjną. Podobnie jak w grudniu 1941 pod Moskwą, możliwości ofensywne wojsk niemieckich uległy wyczerpaniu. Kwatera Główna radzieckiego dowództwa opracowała plan przeciwnatarcia. O jego przygotowaniu powiadomiono Rokossowskiego już w październiku, a po naradzie 3 listopada, której przewodniczył gen. Żukow, rozpoczęło się intensywne przygotowywanie natarcia. Pracę w sztabie łączył Rokossowski z częstym pobytem w wojskach.
Radziecka kontrofensywa pod Stalingradem rozpoczęła się 19 listopada. Wojska Frontu Dońskiego miały rozgromić przeciwnika w małym łuku Donu, a następnie przystąpić wespół z wojskami Frontu Stalingradzkiego, do likwidacji okrążonej 6 Armii niemieckiej. Już 23 listopada pierścień okrążenia zamknął się. Okazało się jednak, że pokonanie niemieckiego wojska z marszu przerasta możliwości Frontu Dońskiego i trzech armii Frontu Stalingradzkiego. Szacowane bowiem na 85–90 tysięcy żołnierzy okrążone wojska były w rzeczywistości kilkakrotnie liczniejsze. Skrócenie frontu umożliwiło ponadto Niemcom zagęszczenie szyków bojowych i zorganizowanie silnej obrony. Front Doński nie miał jednostek szybkich, zwłaszcza pancernych, ani artylerii wielkiego kalibru.
Dopiero 27 grudnia zapadła decyzja o realizacji operacji Pierścień. Powierzono ją Rokossowskiemu, przekazując mu trzy armie Frontu Stalingradzkiego. Wspólnie z przedstawicielem Kwatery Głównej, generałem – późniejszym marszałkiem artylerii – Woronowem, Rokossowski przygotował propozycję kapitulacji, wystosowaną do dowódcy 6 Armii, Friedricha Paulusa. Jak wspomina – projekt ten zrodził się w sylwestrowy wieczór spędzony wspólnie między innymi z Wandą Wasilewską i jej mężem, Ołeksandrem Kornijczukiem .
Propozycja kapitulacji została odrzucona i 10 stycznia 1943 rozpoczęto działania ofensywne. 25 stycznia wojska radzieckie wkroczyły do Stalingradu od zachodu, a w następnym dniu połączyły się z jednostkami 62 Armii. Okrążone wojska niemieckie rozbite na dwie grupy zaczęły się poddawać. Grupa południowa, w której znajdował się feldmarszałek Paulus, skapitulowała 31 stycznia a dwa dni później – grupa północna. Paulus poddając się do niewoli przekazał Rokossowskiemu swój pistolet w geście honorowego poddania się. Rokossowski ów pistolet zachował do śmierci, nosząc go cały czas przy sobie, aby odebrać sobie życie na wypadek, gdyby miał zostać ponownie aresztowany jak w 1937.
W walkach z armią Paulusa Rokossowski potrafił wykorzystać siły i środki, pozbawić przeciwnika inicjatywy, zmusić go do pasywnej obrony i kapitulacji. Po tym zwycięstwie został mianowany generałem-pułkownikiem i otrzymał nowo ustanowiony Order Suworowa I klasy  .

#### Bitwa na łuku kurskim
Po zakończeniu operacji stalingradzkiej Rokossowski został dowódcą nowo tworzonego Frontu Centralnego. Jego trzonem miały być sztab, dwie armie ogólnie wojskowe i armia lotnicza rozwiązanego Frontu Dońskiego. Miał się on rozwinąć w rejonie Jelca, między frontami Briańskim i Woroneskim. Cały luty i marzec spędził Rokossowski na przerzucaniu na znaczną odległość wojsk i sprzętu. Mimo że część wojsk wciąż znajdowała się w drodze, trzeba było rozwijać ofensywne działania na kierunku Briańsk-Orzeł. Opór wojsk niemieckich wciąż jednak wzrastał i Front Centralny zmuszony został w końcu marca przejść do obrony na północnym ramieniu tzw. łuku kurskiego.
Rezultat bitwy stalingradzkiej i klęska na Kaukazie wstrząsnęły niemiecką machiną wojenną. Wydarzenia 1943 musiały przesądzić losy wojny. Strona niemiecka miała nadzieję przejęcia inicjatywy strategicznej poprzez rozstrzygnięcie decydującej batalii za pomocą nowych czołgów: „Tiger” i „Panther”. Zamierzono ją rozegrać właśnie na łuku kurskim.
Zamiar przywódców niemieckich został w porę rozszyfrowany przez dowództwo radzieckie. Przyjęto wariant załamania nieprzyjacielskiego natarcia w głęboko urzutowanej obronie oraz przejścia do kontrnatarcia. Po raz pierwszy w ciągu dwóch lat wojny strona radziecka zastosowała obronę nie wymuszoną, lecz jako korzystniejszy wariant działania. Z chwilą podjęcia powyższych decyzji dowództwo Frontu Centralnego opracowało plan organizacji obrony, w którym trafnie określono główny kierunek nieprzyjacielskiego natarcia na linii Orzeł-Kursk. Na kierunku tym skoncentrowano prawie całą ciężką i przeciwpancerną artylerię w liczącym siedemset dział korpusie artylerii przełamania. Odpowiednio wzmocniono też armie ogólnowojskowe. Stany osobowe dywizji wzrosły średnio do 7400 żołnierzy.
Jeszcze przed niemiecką ofensywą, w drugiej połowie czerwca rozgorzały zacięte walki o panowanie w powietrzu. Jeden z niemieckich nalotów na sztab frontu prawie skończył się dla Rokossowskiego tragicznie. Tylko dzięki zbiegowi okoliczności generał ocalał – przed zbombardowaniem jego kwatery wyszedł wcześniej niż zwykle do stołówki.
W nocy z 4 na 5 lipca niemiecki jeniec zeznał, iż o godzinie trzeciej rozpocznie się natarcie. Rokossowski zdecydował się wówczas na wykonanie artyleryjskiego ostrzału. Po wykonaniu trzydziestominutowego kontrprzygotowania nastąpiło kilka godzin oczekiwania, po których rozpoczęło się niemieckie natarcie. Feldmarszałek Kluge wprowadził do walki prawie pięćset czołgów, uderzając na 13. armię, oraz lewe skrzydło 48 armii i prawe 70 armii. Rozpoczęła się operacja Cytadela, podczas której Niemcy włamali się w obronę Frontu Centralnego na około dziesięć–dwanaście kilometrów. Po dwutygodniowych walkach obronnych rozpoczęło się radzieckie kontrnatarcie, podczas którego 5 sierpnia wyzwolono miasto Orzeł. Na cześć jego zdobywców oddano w tym dniu w Moskwie pierwszy w historii wojny salut artyleryjski – dwanaście salw ze stu dwudziestu czterech dział. Saluty takie na cześć zwycięstw w walkach od tej pory oddawano w Moskwie do końca wojny.
Po bitwie kurskiej inicjatywa strategiczna przeszła całkowicie w ręce radzieckie. Analizując ją z perspektywy lat marszałek Rokossowski polemizował z poglądami, iż ugrupowanie niemieckie na odcinku Frontu Centralnego było słabsze niż na południu i że temu głównie należy przypisać większą efektywność jego obrony. Wyjaśnić należy, że na południu wojska niemieckie włamały się około trzydzieści pięć kilometrów w głąb Frontu Woroneskiego. W związku z tym w kulminacyjnym punkcie bitwy musiał Rokossowski wydzielić część wojsk do ewentualnej obrony Kurska z południa. Sukces swój przypisuje umiejętnej koncentracji sił, stosowaniu manewru, wyczuwaniu rozwoju wydarzeń i właściwej reakcji. Krytycznie ocenia natomiast pośpiech, z jakim przystąpiono do przeciwnatarcia rozdrabniając siły poszczególnych frontów .

#### Operacja Bagration
W marcu 1944 Rokossowskiemu przedstawiono ogólny plan letniej operacji zaczepnej. Jego 1 Front Białoruski miał współdziałać przez poleskie błota z 2 Frontem Białoruskim. Biorąc pod uwagę historyczne doświadczenia działań w tym rejonie Rokossowski zaproponował połączenie obydwu frontów, co spotkało się ze sprzeciwem naczelnego dowództwa ze Stalinem i Żukowem na czele.

Stalin zwołał naradę dowódców, aby przedyskutować propozycje zlikwidowania wybrzuszenia linii frontu na Białorusi przez otoczenie i zniszczenie Grupy Armii Środek na wschód od Mińska. Ważnym momentem była wypowiedź Rokossowskiego, upierającego się przy tym, by jego 1 Front Białoruski wykonał koncentryczne uderzenie na Bobrujsk, wzdłuż obu brzegów Berezyny, zamiast jednego zmasowanego natarcia, za którym optował Stalin. Stalin dwukrotnie prosił go o opuszczenie sali dla „przemyślenia sprawy”. Za drugim razem Wiaczesław Mołotow i Georgij Malenkow wyszli za Rokossowskim i zapytali, czy „zdaje sobie sprawę, z kim się spiera?”. Rokossowski, który miał za sobą 3 lata łagrów, nie zamierzał ustąpić i oświadczył, że poda się do dymisji „jeżeli dowództwo nie zaakceptuje jego planu. Gdy Rokossowski po raz trzeci przedstawił swoją koncepcję, Stalin wyraził zgodę, stwierdzając, że lubi generałów, którzy znają swoje rzemiosło i mają własne zdanie.

W wyniku tego został utworzony front-gigant o długości ponad siedmiuset kilometrów, liczący dziewięć armii ogólnowojskowych, jedną pancerną, dwie lotnicze, sześć korpusów pancernych i kawalerii oraz Dnieprowską Flotyllę Wojenną. 1 Front Białoruski miał wziąć udział wpierw prawym skrzydłem w operacji białoruskiej, a następnie lewym skrzydłem w operacjach na terenie Polski. Pierwsza operacja miała kryptonim „Bagration”. Dowództwo tego frontu powierzono Rokossowskiemu. Żukow wciąż nie wierzył w sukces lewego, południowego uderzenia na Bobrujsk i przed rozpoczęciem działań twierdził, że z północnego kierunku będzie musiał wraz z 3 armią gen. Aleksandra Gorbatowa wyciągnąć przez Berezynę z bagien Rokossowskiego wraz z 65 armią gen. Pawła Batowa. Stało się jednak odwrotnie i w trzecim dniu bitwy Żukow przyznał Rokossowskiemu rację.
Po okrążeniu i likwidacji bobrujskiego ugrupowania nieprzyjaciela, 28 czerwca rozpoczęła się operacja mińska. Wykonały ją wojska niesąsiadujących ze sobą 1 i 3 Frontu Białoruskiego. Tym ostatnim dowodził gen. Iwan Czerniachowski. Przeszło stutysięczne zgrupowanie niemieckie w rejonie Mińska zostało okrążone 4 lipca. Dwa tygodnie później ponad pięćdziesiąt siedem tysięcy niemieckich żołnierzy i oficerów wziętych do niewoli przeszło ulicami Moskwy. Tymczasem wojska marszałka Rokossowskiego (stopień marszałka ZSRR otrzymał 29 czerwca) kontynuowały natarcie na Baranowicze i Brześć. Nadszedł czas działania dla lewego skrzydła frontu .
Przygotowania do operacji zaczepnej lewego skrzydła 1 Frontu Białoruskiego rozpoczęły się już w końcu kwietnia. Plan operacji został zaakceptowany 23 maja, a w pierwszej połowie czerwca Konstanty Rokossowski przeprowadził inspekcję armii lewego skrzydła frontu. Z pomocniczego stanowiska dowodzenia w Sarnach odwiedził też podporządkowaną mu operacyjnie, jeszcze 29 kwietnia, 1 Armię Polską skoncentrowaną w rejonie Kiwerc.
Po miesiącu znalazł się znów w Sarnach. Przygotowania do operacji lewego skrzydła frontu weszły w decydującą fazę. W czwartym jej dniu miała wejść do walki 1 Armia Polska, lecz większości jej artylerii użyto już do przełamania niemieckiej obrony nad Bugiem. Jak wspomina ówczesny dowódca grupy artyleryjskiego wsparcia, płk Krzysztofowicz, „w przededniu operacji w sztabie frontu wyczuwało się atmosferę spokoju i pewności... Marszałek interesował się każdym szczegółem mojej pracy... Mogłem ocenić człowieka, o którym wówczas mówili wszyscy żołnierze frontu”. Za umiejętne działania w przełamaniu niemieckiej obrony polscy artylerzyści otrzymali podziękowanie dowódcy 69. armii, gen. Władimira Kołpakcziego.
20 lipca wojska radzieckie sforsowały Bug – 70 armia uderzyła na północ, z zamiarem obejścia Brześcia, a 47 na Białą Podlaską, by utworzyć zewnętrzny pierścień okrążenia twierdzy. Na Łuków – Siedlce skierowała się konno-zmechanizowana grupa gen. Władimira Kriukowa. Pozostałe armie nacierały na Chełm i Lublin. Wprowadzona do bitwy 2 armia pancerna rozpoczęła 22 lipca walki o Lublin. Włączyły się do niej zgrupowania Armii Krajowej i Armii Ludowej. Po dwóch dniach czterotysięczny garnizon skapitulował.
„Przypadł mi wielki zaszczyt przemawiania na manifestacji w Lublinie – wspominał Konstanty Rokossowski. Był to jeden z najszczęśliwszych dni mojego życia. Podchodzę do mikrofonu, zbieram myśli. Nie chciałem odczytać wcześniej przygotowanego tekstu, a po polsku, muszę się przyznać, jak dotąd nie przemawiałem. Rozpocząłem więc zwyczajnie: Drodzy obywatele wyzwolonej Polski, bracia i siostry! Nadeszła historyczna chwila wybawienia waszej wielce umęczonej ojczyzny z jarzma hitlerowskiego przez bratni naród radziecki...” .
Rokossowski wiedział o obawach Polaków związanych z wejściem wojsk radzieckich, choć nie potrafił ich zrozumieć. Nie umiał zwłaszcza wczuć się w postawę Armii Krajowej, dał temu wyraz, pisząc we wspomnieniach: „Po pierwszym spotkaniu z przedstawicielami tej organizacji pozostał nam gorzki osad. Otrzymawszy wiadomość, że w lasach na północ od Lublina znajduje się polskie zgrupowanie – 27. Dywizja AK, powzięliśmy decyzję posłania tam kilku oficerów naszego sztabu, aby nawiązać kontakty. Doszło do spotkania. Akowskie dowództwo zachowało się wyniośle. Odrzuciło propozycję współdziałania w walce przeciwko armii hitlerowskiej. Oświadczyło, że Armia Krajowa podporządkuje się wyłącznie rozkazom polskiego rządu emigracyjnego w Londynie i jego delegatury. Swój stosunek do nas zdefiniowali w sposób następujący: „Nie użyjemy broni przeciwko Armii Czerwonej, ale żadnych kontaktów z nią mieć nie chcemy”.
O stanowisku AK Rokossowski niezwłocznie powiadomił kwaterę główną  .

#### Ku Bałtykowi, Odrze i Łabie
Dysponując siedmioma armiami ogólnie wojskowymi, jedną pancerną i jedną lotniczą, 2 Front Białoruski, którym od teraz dowodził Rokossowski, miał przeprowadzić operację zaczepną między Wisłą a Pojezierzem Mazurskim. W jej opracowaniu sięgnął do doświadczeń I wojny światowej. Postanowiono wykonać dwa uderzenia z przyczółków pod Różanem i pod Serockiem, przy czym to drugie uderzenie miało uniemożliwić przeciwnikowi wycofanie się za Wisłę i zapewnić nakazane współdziałanie z wojskami 1 Frontu Białoruskiego w ich natarciu na Poznań. Odcinek frontu od Ostrołęki do Augustowa miała utrzymać 50 Armia, na kierunku zaś obu uderzeń ześrodkowano 77% dywizji piechoty, 80% artylerii i 95% czołgów. Przyśpieszone o sześć dni – na skutek niemieckich działań w Ardenach – natarcie rozpoczęło się 14 stycznia. Dopiero jednak w trzecim dniu, gdy dzięki sprzyjającej pogodzie wprowadzono lotnictwo, obrona niemiecka ostatecznie załamała się. Wprowadzona do walki 5 Armia Pancerna, która swe doświadczenie zdobyła pod Kurskiem i Biełgorodem, zdobyła Mławę otwierając drogę na Malbork.
20 stycznia Rokossowski otrzymał rozkaz zmiany kierunku uderzenia na północ i północny wschód. Dał bowiem o sobie znać nieprzewidziany przez kwaterę główną brak współdziałania z prawym sąsiadem – 3 Frontem Białoruskim. Okazało się, że zgodnie z uprzednimi przewidywaniami Rokossowskiego, wschodniopruskie ugrupowanie Niemców stawiało wojskom 3 Białoruskiego szczególnie zacięty opór i trzeba go było odciążyć działaniami od południa. Pięć dni później 5 Armia Pancerna zablokowała Elbląg i doszła do Zalewu Wiślańskiego. Niemieckie ugrupowanie zostało odcięte i udaremniono próbę przebicia korytarza w rejonie Ornety.
Nowa dyrektywa Kwatery Głównej z 10 lutego nakazywała 2 Frontowi Białoruskiemu wyzwolenie Pomorza. Operację tę miał przeprowadzić Rokossowski siłami zmniejszonymi o cztery armie, w tym 5 Pancerną, którą pozostawiono do dyspozycji 3 Frontu Białoruskiego kończącego operację wschodniopruską.
W walce o Pomorze wojska 2 Frontu Białoruskiego wyszły w rejon Szczecinka i Koszalina. W darze od żołnierzy 5 marca Rokossowski otrzymał trzy butelki bałtyckiej wody jako dowód i symbol odcięcia Niemców w rejonie Trójmiasta.
Do likwidacji niemieckiego zgrupowania nad Zatoką Gdańską Kwatera Główna przydzieliła frontowi 1 Armię Pancerną gen. Michaiła Katukowa z 1 Brygadą Pancerną im. Bohaterów Westerplatte. Po zajęciu Słupska i sforsowaniu Łeby tzw. grupy szybkie frontu zbliżyły się od zachodu do Gdańska. Trójmiasto przekształcone w silny rejon oporu zaczęto szturmować 14 marca. Sopot i Oliwę opanowano 25 marca, a 1 Armia Pancerna osiągnęła Zatokę Pucką i uderzyła na Gdynię. W wyzwoleniu Gdańska walczyli czołgiści 1. Brygady Pancernej im. Bohaterów Westerplatte. Zatknęli oni 30 marca nad Dworem Artusa polską flagę. Następnego dnia marszałek Rokossowski otrzymał wiadomość o odznaczeniu go Orderem „Zwycięstwo”.

Po zdobyciu Trójmiasta Rokossowski otrzymał nowe zadanie: przygotowania natarcia znad Odry. Zawrócenie wojsk i przemieszczenie tyłów, przebazowanie lotnictwa, a zarazem zapewnienie obrony wybrzeża morskiego musiały zająć przeszło dwa tygodnie. Z trudem jednak uzyskał zgodę na opóźnienie natarcia 2 Frontu Białoruskiego o cztery dni. Natarcie rozpoczęły 16 kwietnia 1 Front Białoruski i 1 Front Ukraiński, a 20 kwietnia – 2 Front Białoruski.

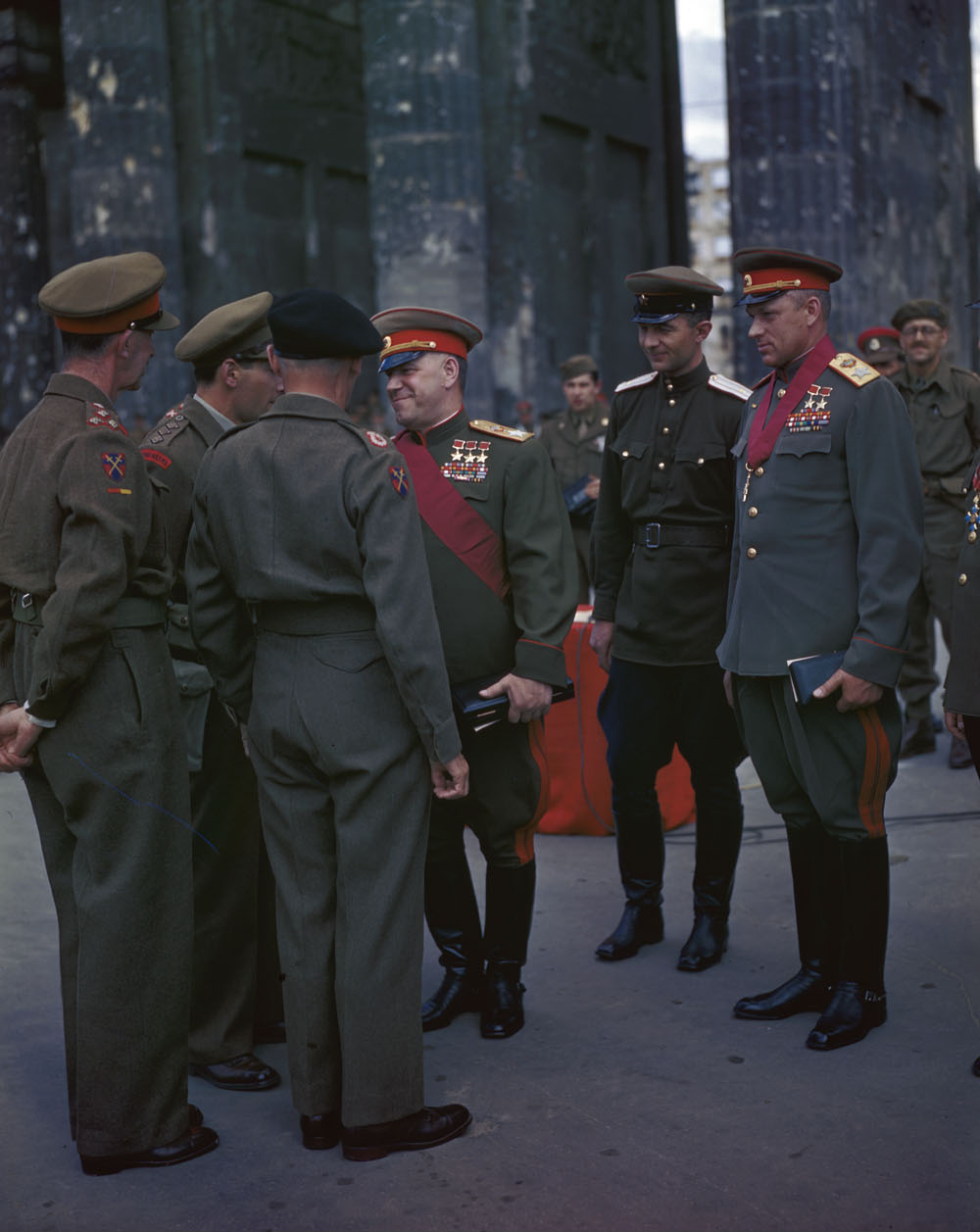
Rokossowski (po prawej) w zdobytym Berlinie podczas spotkania dowódców radzieckich z brytyjskimi, 1945 rok

Wcześniej, 10 kwietnia, Rokossowski wraz z dowódcami armii dotarł nad Odrę dla przeprowadzenia rekonesansu. Rozlanej rzeki, określonej poglądowo przez gen. Pawła Batowa jako „dwa Dniepry przedzielone Prypecią”, broniły jednostki niemieckie 3 Armii Pancernej. Walka o zdobycie przyczółków trwała pięć dni, a po załamaniu kontrataków niemieckich wojska 2 Frontu Białoruskiego ruszyły ku Łabie i wybrzeżom Bałtyku. 26 kwietnia zdobyto Szczecin, a 27 kwietnia Prenzlau, w którym znajdował się obóz jeńców wojennych. Były szef sztabu armii belgijskiej gen. Minkels wystosował w imieniu jeńców dziękczynne pismo do Rokossowskiego. Tego samego dnia burmistrz Angermünde wręczył marszałkowi symboliczne klucze do miasta. Następnego dnia wojska frontu przeszły do pościgu, a 3 maja w pobliżu Wittenberge spotkały się z wojskami 2 Armii Brytyjskiej. Oddziały 2 Armii Uderzeniowej obchodząc Świnoujście przeprawiły się na wyspę Uznam i Rugię. Po raz pierwszy przyszło Rokossowskiemu wykonać wspólnie z Flotą Bałtycką operacje desantowe. Dwie dywizje piechoty wysadzono na Bornholmie, biorąc do niewoli dwanaście tysięcy jeńców. Za ten czyn Rokossowski został odznaczony duńskim „Medalem Wyzwolenia”. Świnoujście wyzwolono 5 maja. Trzy dni później Niemcy skapitulowały.
5 sierpnia 1945 Bolesław Bierut wręczył Rokossowskiemu Krzyż Wielki Virtuti Militari z Gwiazdą oraz Krzyż Grunwaldu I klasy i oświadczył: „Polska nigdy nie zapomni tych, którzy swą bezgraniczną odwagą, swym bohaterstwem i znakomitym dowodzeniem przyczynili się do jej wyzwolenia” .

Od początku tej wielkiej wojny Anglicy śledzili, jak rosły wspaniałe kadry dowódcze Rosji. Jednym spośród pierwszych nazwisk, z którym się zapoznałem, było nazwisko marszałka Rokossowskiego. Niezależnie od komunikatów radiowych punktowały jego wspaniały szlak moskiewskie saluty. Ja sam przebiłem sobie drogę przez Afrykę i uczestniczyłem w wielu bitwach. Myślę jednak, że to, co osiągnąłem, nie dorównuje temu, co osiągnął marszałek Rokossowski. Wznoszę toast za marszałka Rokossowskiego.

### W Polsce

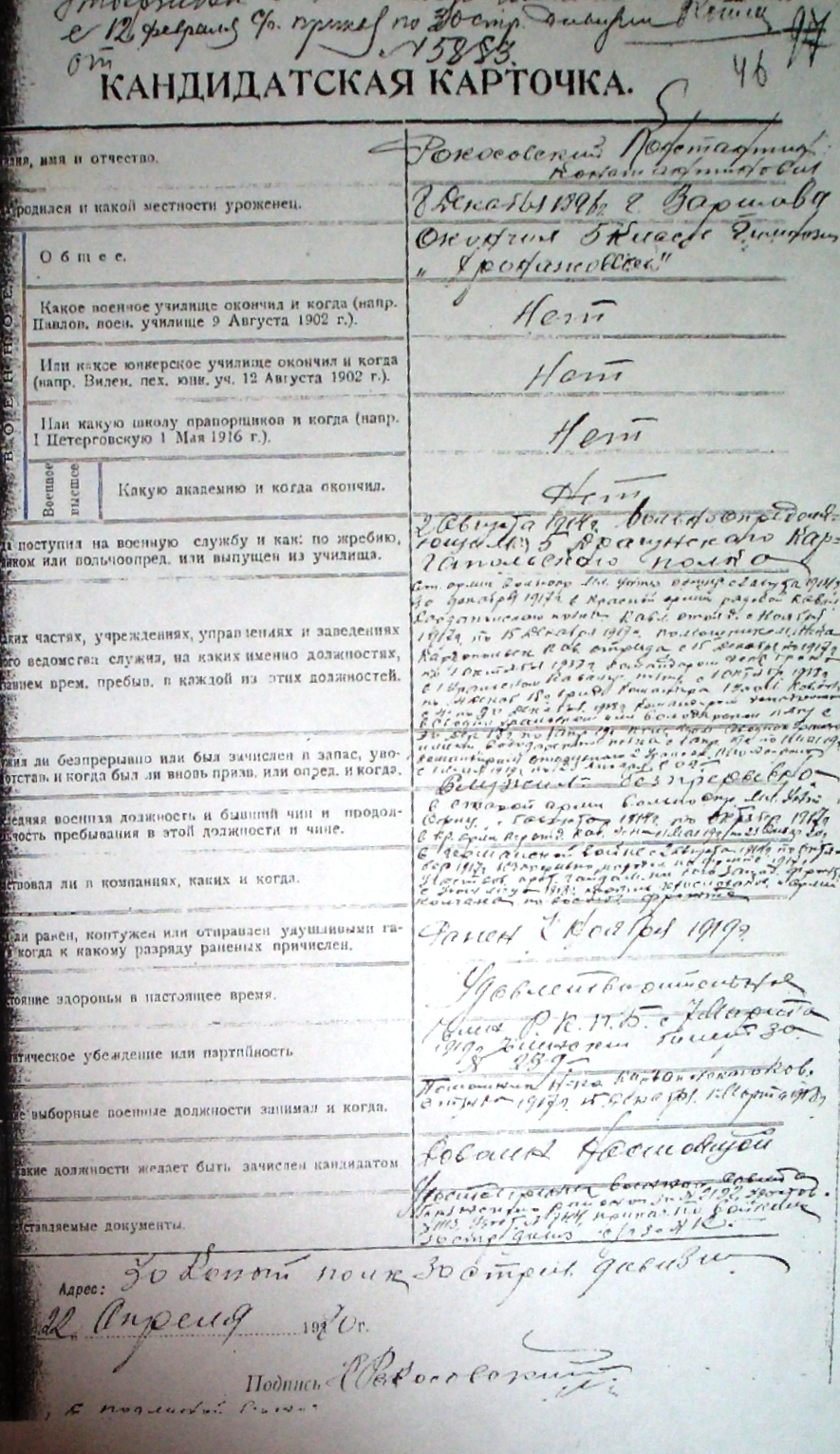
Wypełniona przez Rokossowskiego ankieta personalna z 22 kwietnia 1920 roku w której podaje Warszawę jako miejsce urodzenia
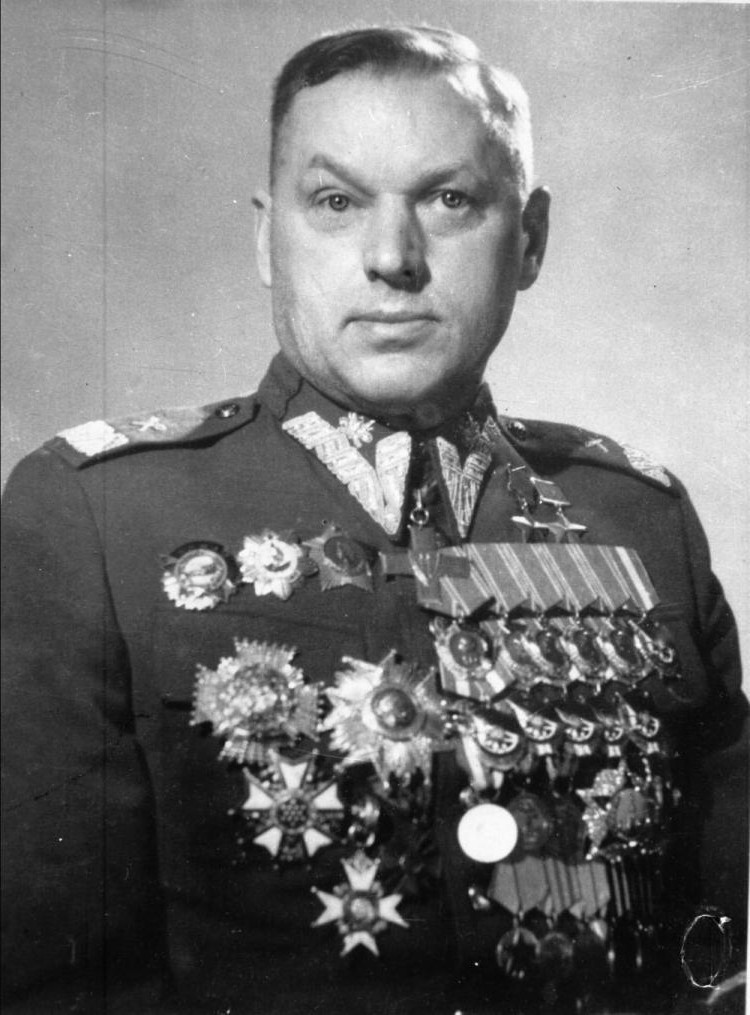
Minister obrony narodowej, marszałek Polski Rokossowski w 1951 roku
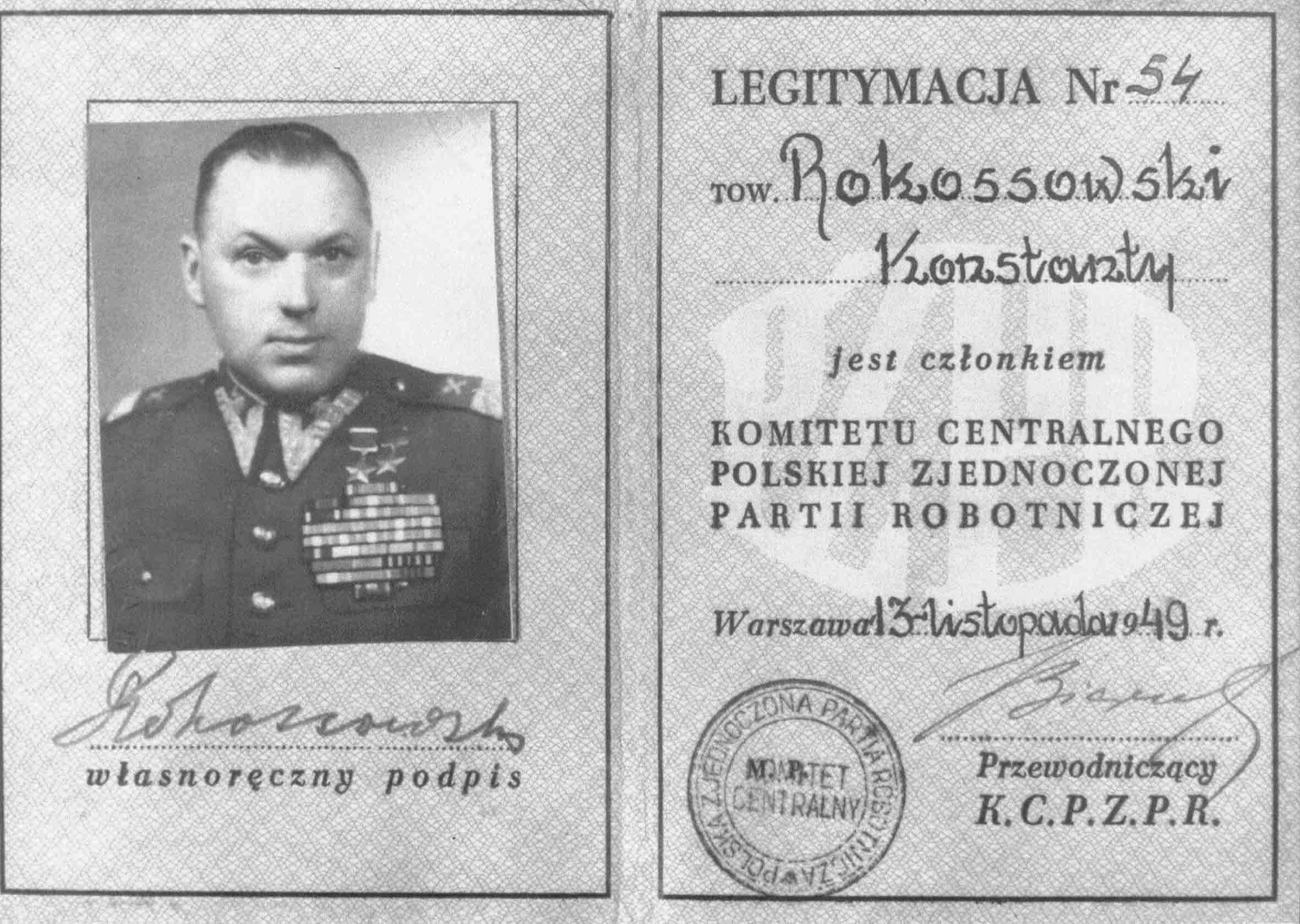
Legitymacja członka KC PZPR, podpisana przez Bolesława Bieruta
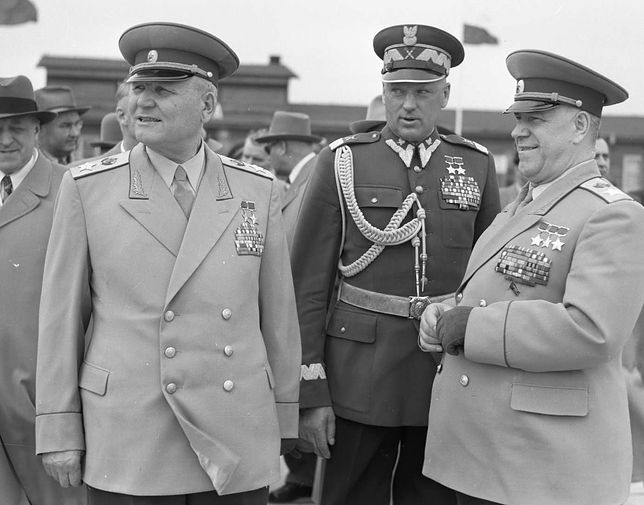
Rokossowski z radzieckimi marszałkami  w Warszawie, po lewej Koniew, po prawej Żukow, 1955 rok
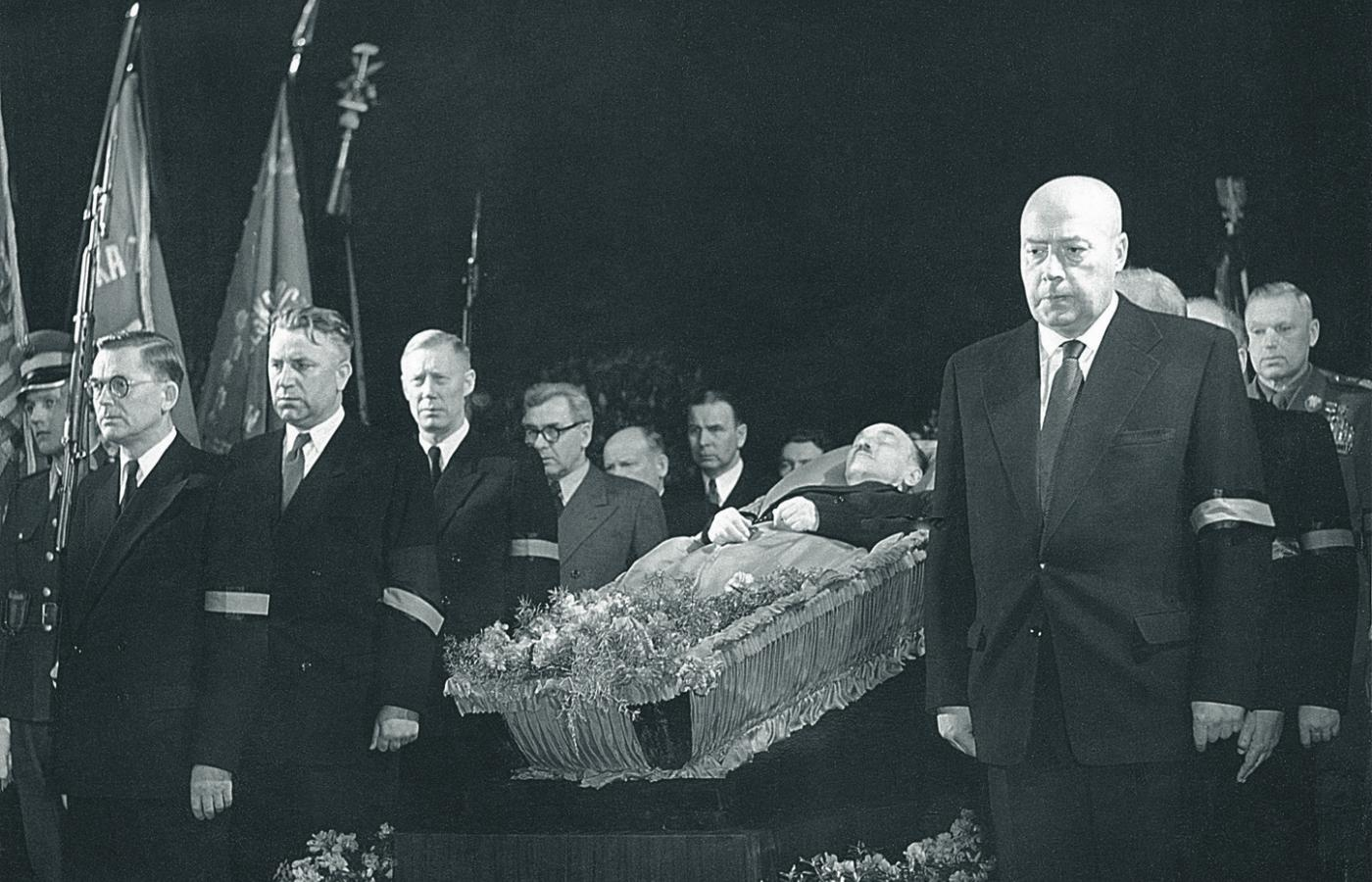
Rokossowski (pierwszy z prawej, z tyłu) na pogrzebie Bieruta
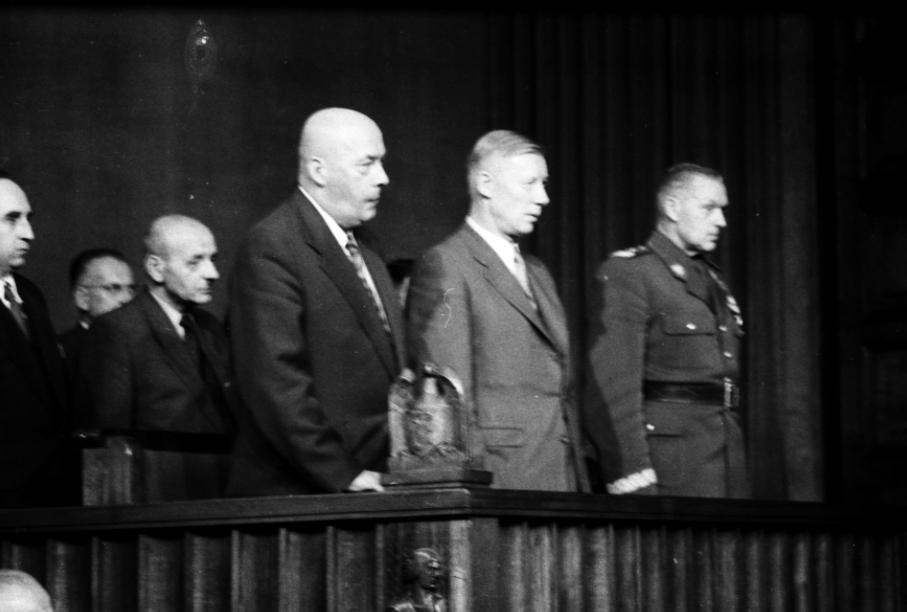
Rokossowski (pierwszy z prawej) w Sejmie w 1956 roku
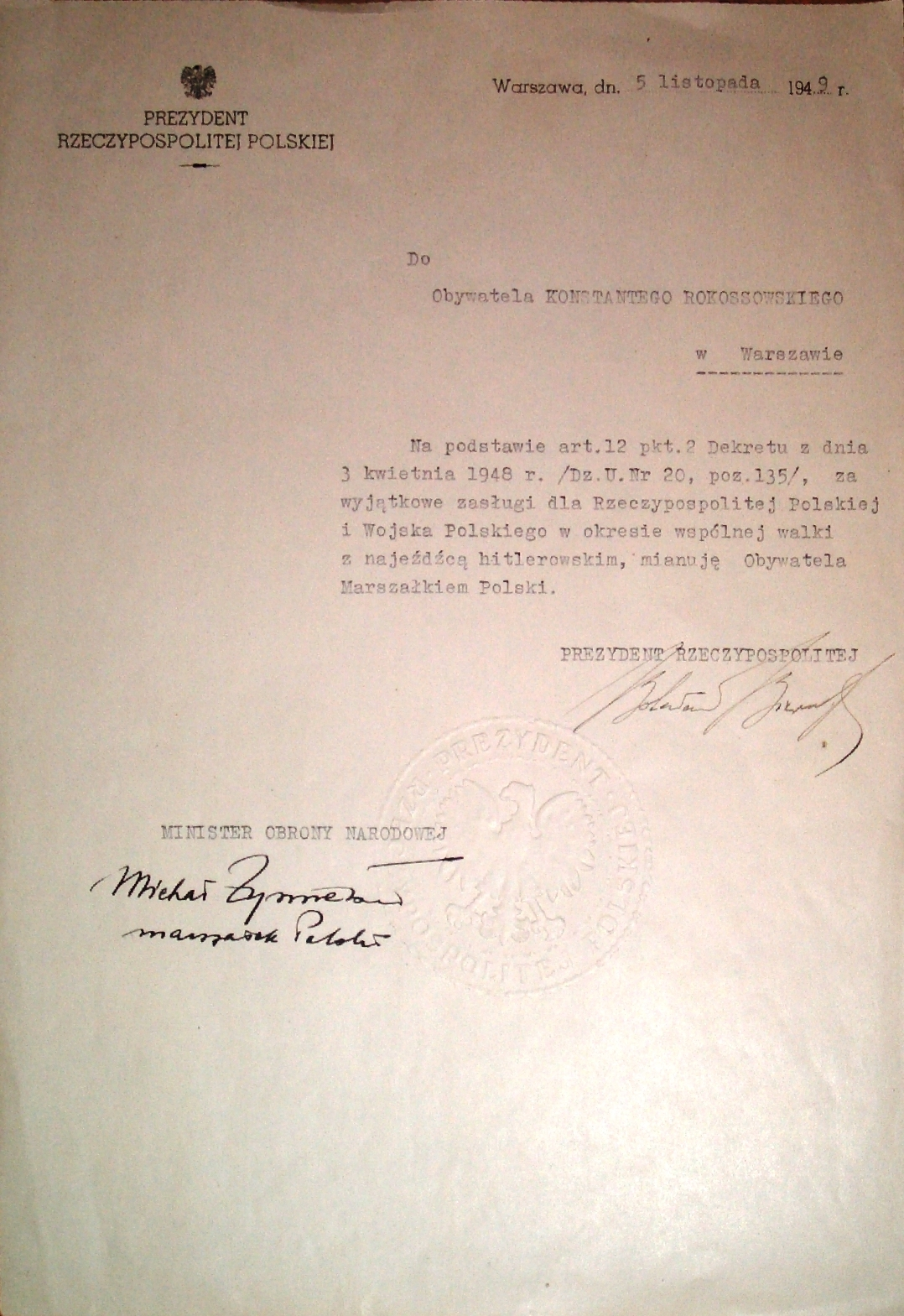
Akt nominacji na marszałka Polski
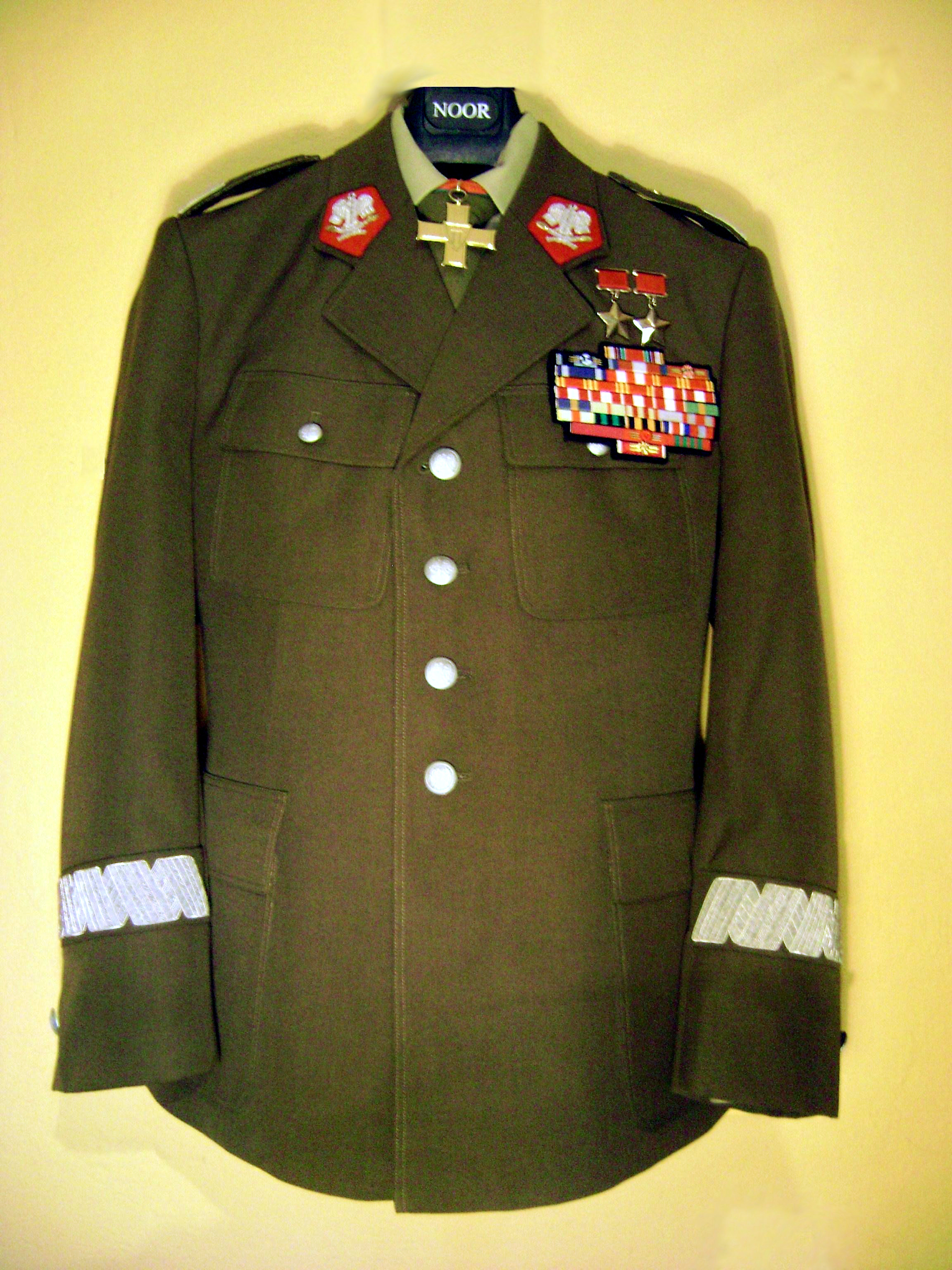
Kopia munduru marszałka Polski Konstantego Rokossowskiego
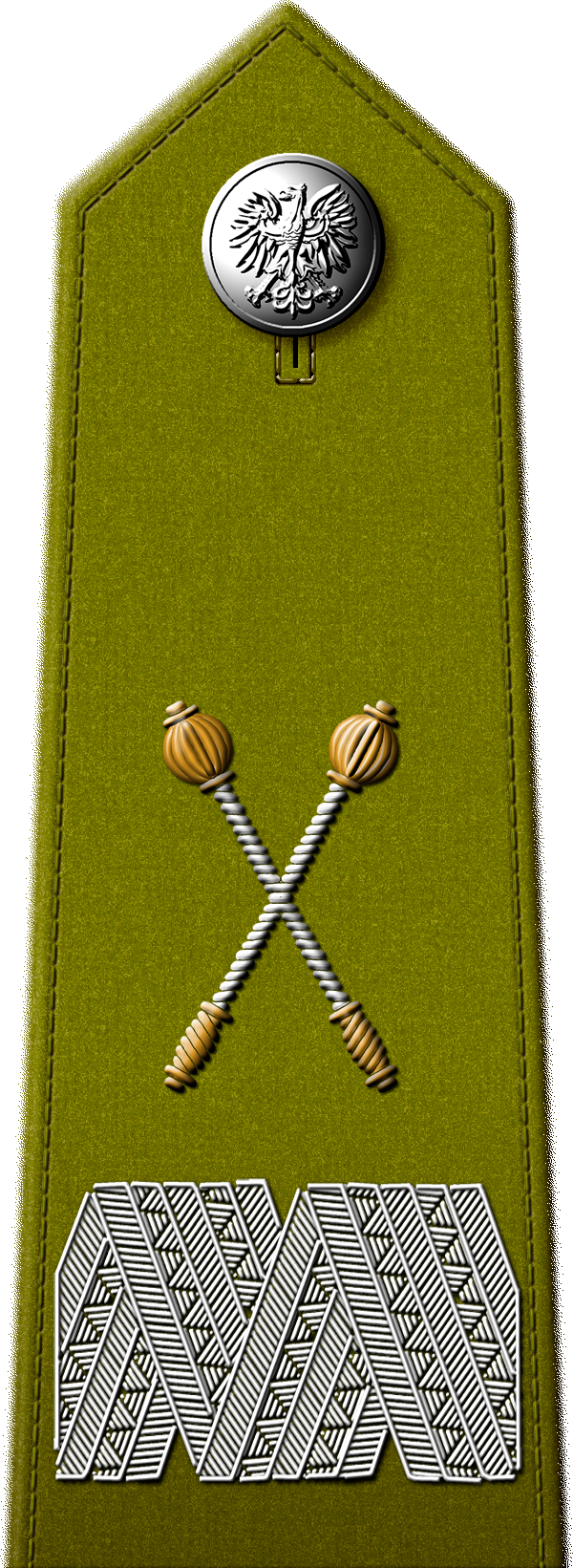
Wariant pagonów marszałka Polski noszony przez Rokossowskiego
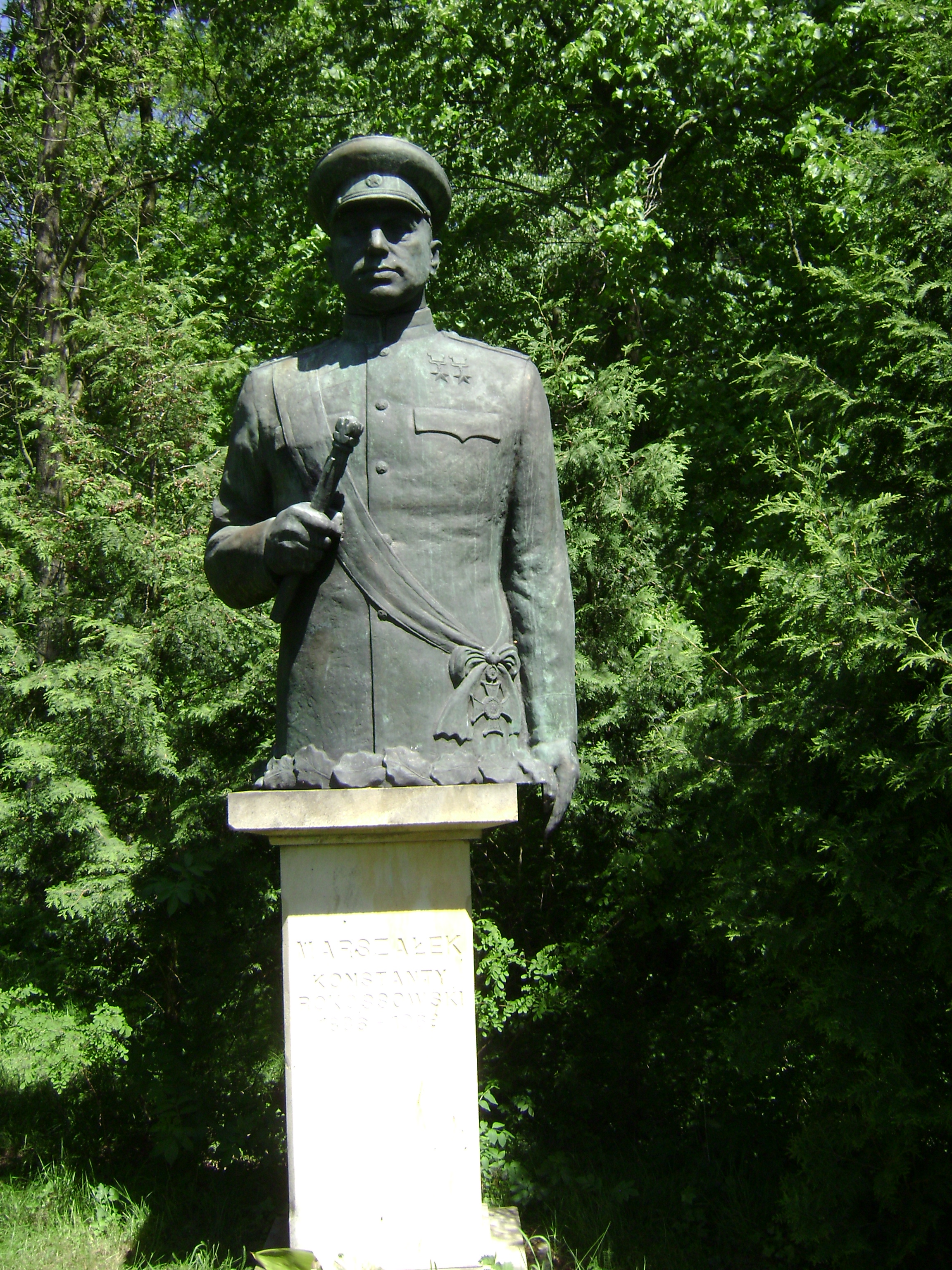
Pomnik Rokossowskiego w polskich Uniejowicach

29 maja 1945 Rokossowski, wówczas dowódca 2 Frontu Białoruskiego, został głównodowodzącym Północnej Grupy Wojsk Armii Czerwonej z siedzibą w Legnicy. W jego rezydencji zamieszkała wówczas także jego siostra. 6 listopada 1949 został powołany na urząd polskiego Ministra Obrony Narodowej oraz mianowany na stopień marszałka Polski. Nominacja ta była jednak niezgodna z ówcześnie obowiązującymi przepisami prawa polskiego. Zgodnie z art. 12 ust. 2 dekretu z dnia 3 kwietnia 1948 r. o służbie wojskowej oficerów Wojska Polskiego, warunkiem koniecznym uzyskania stopnia marszałka Polski było posiadanie stopnia oficerskiego Wojska Polskiego (choćby najniższego, którym zgodnie z art. 9 ust. 1 tego dekretu był chorąży, a w Marynarce Wojennej – chorąży marynarki). Tak więc w świetle prawa osoba niebędąca oficerem Wojska Polskiego (nawet marszałek Związku Radzieckiego) nie mogła uzyskać stopnia marszałka Polski. W grudniu 1949 Rokossowski zażądał od Sejmu RP uchwalenia nowych kredytów dla Sił Zbrojnych RP (w latach 1949–1954 na skutek nowych uregulowań przekroczyły one aż 15% dochodu narodowego), a w 1951 na jego polecenie zmieniono plan sześcioletni – skutkiem tego było przeznaczenie ogromnych kwot dla wojska kosztem inwestycji cywilnych. Znaczne inwestycje wojskowe doprowadziły do włączenia Polski w radziecką infrastrukturę wojskową.
Rokossowski aktywnie przewodził sowietyzacji polskiej armii, uzależniając ją od radzieckich oficerów: zwiększano liczbę godzin szkolenia ideologicznego, wdrożono identyczne struktury organizacyjne z Armią Radziecką, wprowadzono podobne umundurowanie, zmieniono tekst przysięgi wojskowej zawierającej słowa o „sojuszu z ZSRR”. Najważniejszym kryterium, decydującym o naborze i dalszej karierze oficerów stały się kwestie polityczne, wręcz wpajając wierność względem ZSRR.
1 maja 1950 roku Rokossowski wydał rozkaz nr 26, zatwierdzający czystkę wśród oficerów Wojska Polskiego. Na jego mocy usuwano przedwojennych polskich oficerów oraz żołnierzy Polskich Sił Zbrojnych, którzy zdecydowali się wrócić do kraju. Skazano łącznie 86 polskich oficerów, z czego 40 skazano na śmierć, w tym trzech zasłużonych w obronie Helu w 1939 roku oficerów Marynarki Wojennej. Czystka w Wojskach Lądowych rozpoczęła się już w styczniu 1949 r. i w ciągu 18 miesięcy usunięto z armii 1200 oficerów. Do 1954 roku z armii wydalono około 9 tysięcy oficerów. Czystka zbiegła się z rozbudową kadr – stan z 1949 r. został potrojony w 1954 roku. W grudniu 1952 r. na 56 generałów, pełniących służbę czynną w Wojsku Polskim, 43 było oficerami Armii Radzieckiej. Najwyższe stanowiska dowódcze pełnili oficerowie radzieccy – dowódcą lotnictwa został gen. Iwan Turkiel, a Marynarki Wojennej – admirał Wiktor Czerokow.
Był za utrzymaniem w LWP polskich tradycji: salutowania dwoma palcami, orzełkami na czapkach, odznaczeń w kształcie krzyża. Jako strój galowy oficerski utrzymał dawne szasery, sztywne kołnierze z barwami rodzaju broni. Gdy wprowadzano okrągłe czapki i mundury z wykładanym kołnierzem zadecydował by w ubiorach polowych pozostawić rogatywki i kurtki zapinane pod szyję. Zgodził się na powrót do Polski niektórych przebywających na Zachodzie polskich wojskowych. Wiktor Thommée po powrocie do Polski dzięki Rokossowskiemu otrzymał mieszkanie i należną emeryturę. Innym przykładem poczynań Rokossowskiego była sprawa Bolesława Kieniewicza, generała oddelegowanego z Armii Radzieckiej do służby w WP, który upatrzył sobie jedną z willi na Mokotowie i wymógł na cywilnych władzach stolicy oddanie do jego prywatnej dyspozycji całego budynku. Dotychczasowych lokatorów wykwaterowano. Usunięci mieszkańcy odważyli się złożyć skargę. Ich pismo przez przeoczenie oficerów z gabinetu marszałka dotarło do wiadomości Rokossowskiego, którego reakcja była piorunująca. Poszkodowani otrzymali odszkodowania, a niedoszły mieszkaniec willi został dyscyplinarnie odesłany do Związku Radzieckiego.
W latach 1949–1956 należał do Polskiej Zjednoczonej Partii Robotniczej, od 1950 był członkiem Biura Politycznego Komitetu Centralnego, a od 1952 – wicepremierem.
Jako jeden z dwóch członków Biura Politycznego PZPR głosował w styczniu 1955 za odwołaniem ze stanowiska kierującego Ministerstwem Bezpieczeństwa Publicznego Stanisława Radkiewicza.
Odnośnie do wydarzeń poznańskich w 1956 istnieją dwie opinie historyków. Jedni twierdzą, że to Rokossowski zaproponował Biuru Politycznemu KC PZPR wysłanie wojska do Poznania w celu stłumienia protestów, inni że był przeciwko użyciu siły.
W 1956 odbywały się masowe wiece Polaków, na których między innymi domagano się wyjazdu Marszałka Polski Rokossowskiego do Związku Radzieckiego.
W czasie Polskiego Października odbyły się niejawne pertraktacje, których elementem była obecność Rokossowskiego w nowym Biurze Politycznym, Władysław Gomułka zapewnił przedstawicieli delegacji radzieckiej, iż komunistyczny kurs polityczny w Polsce jest niezagrożony (po części w reakcji na wygłoszoną przez Nikitę Chruszczowa groźbę zbrojnej interwencji – wówczas wojska radzieckie powróciły do swoich baz w Polsce).
30 marca 1949, w czwartą rocznicę zdobycia Trójmiasta przez siły radzieckie, wspólnie obradujące Miejskie Rady Narodowe Gdańska, Gdyni i Sopotu specjalną uchwałą przyznały marszałkowi Rokossowskiemu tytuł Honorowego Obywatela Gdańska i Gdyni. Wcześniej uczyniły to Kartuzy, w których rezydował w 1945. Imieniem Rokossowskiego nazwano wówczas także dzisiejszą ulicę Bohaterów Monte Cassino w Sopocie.

#### Wyjazd z Polski
20 października 1956 Rokossowski nie został wybrany do nowego Biura Politycznego KC PZPR. 10 listopada odwołany został z funkcji Ministra Obrony Narodowej i Wiceprezesa Rady Ministrów, BP KC PZPR przyznało mu dożywotnią rentę równą dotychczas pobieranej pensji – ostatecznie decyzje te zatwierdził 13 listopada 1956 Sejm PRL I kadencji, której kadencji był posłem.
Kierownictwo PZPR zaproponowało Rokossowskiemu prawo stałego pobytu w Polsce, ten jednak odmówił i wraz z 500 doradcami radzieckimi zajmującymi wcześniej stanowiska w Siłach Zbrojnych PRL wyjechał do ZSRR, gdzie pełnił wiele ważnych funkcji związanych z Armią Radziecką.

Ot, Cymbarewicz, ironia losu, w Rosji ja był Polakiem, a w Polsce Ruskim

Przez cały okres służby wojskowej, we wszystkich dokumentach wojskowych i cywilnych stwierdzał, że jego narodowością jest narodowość polska.

### Ostatnie lata
W latach 1958–1962 pełnił funkcję Wiceministra Obrony ZSRR. Został wysłany do stolicy Gruzji – Tbilisi, gdzie objął dowództwo Zakaukaskiego Okręgu Wojskowego. Powierzenie Rokossowskiemu dowództwa Zakaukaskiego Okręgu Wojskowego w okresie gwałtownego wzrostu napięcia na Bliskim Wschodzie pokazało, że sprawa Bliskiego Wschodu jest ważną dla Związku Radzieckiego.
W 1962 został zwolniony z zajmowanych dotychczas stanowisk organizacyjno-administracyjnych i do śmierci w 1968 pozostawał członkiem grupy inspektorów generalnych Armii Radzieckiej. W zakres jego nowych obowiązków wchodziło opiniowanie i konsultowanie założeń rozwojowych sił zbrojnych, regulaminów i opracowań teoretycznych w dziedzinie strategii i sztuki operacyjnej. Coraz więcej czasu poświęcał więc pracy teoretycznej, uogólnianiu swych doświadczeń, uczestnictwu w dyskusjach nad problematyką współczesnego pola walki. Od 1959 opublikował ponad 30 artykułów. Poświęcił je studiom historycznym, poglądom na współczesne szkolenie wojsk i patriotyczno-obronnemu wychowaniu młodzieży radzieckiej.
Swe 70. urodziny spędził w mundurze polskim. Do swych ostatnich lat Rokossowski prenumerował polskie czasopisma: „Trybuna Ludu”, „Życie Warszawy”, tygodniki ilustrowane, periodyki wojskowe i rozpoczynał dzień od ich lektury. Często nastawiał sobie polskie płyty. Bardzo lubił słuchać piosenek „Mazowsza”. Szukał także kontaktu z Polakami, głównie oficerami studiującymi na radzieckich akademiach wojskowych. Ilekroć je odwiedzał, zawsze rozglądał się za polskimi mundurami. Nigdy nie omieszkał zamienić choćby kilku zdań z polskimi słuchaczami. Nie stronił także od pogawędek z generałami WP, przybywającymi z różnych okazji do Związku Radzieckiego.
W ostatnich latach swego życia Rokossowski pracował nad wspomnieniami. Postępy ciężkiej choroby zmusiły go do zrezygnowania z pierwotnych zamierzeń odtworzenia całego życia. Skoncentrował się więc w ostatecznej redakcji na latach drugiej wojny światowej.

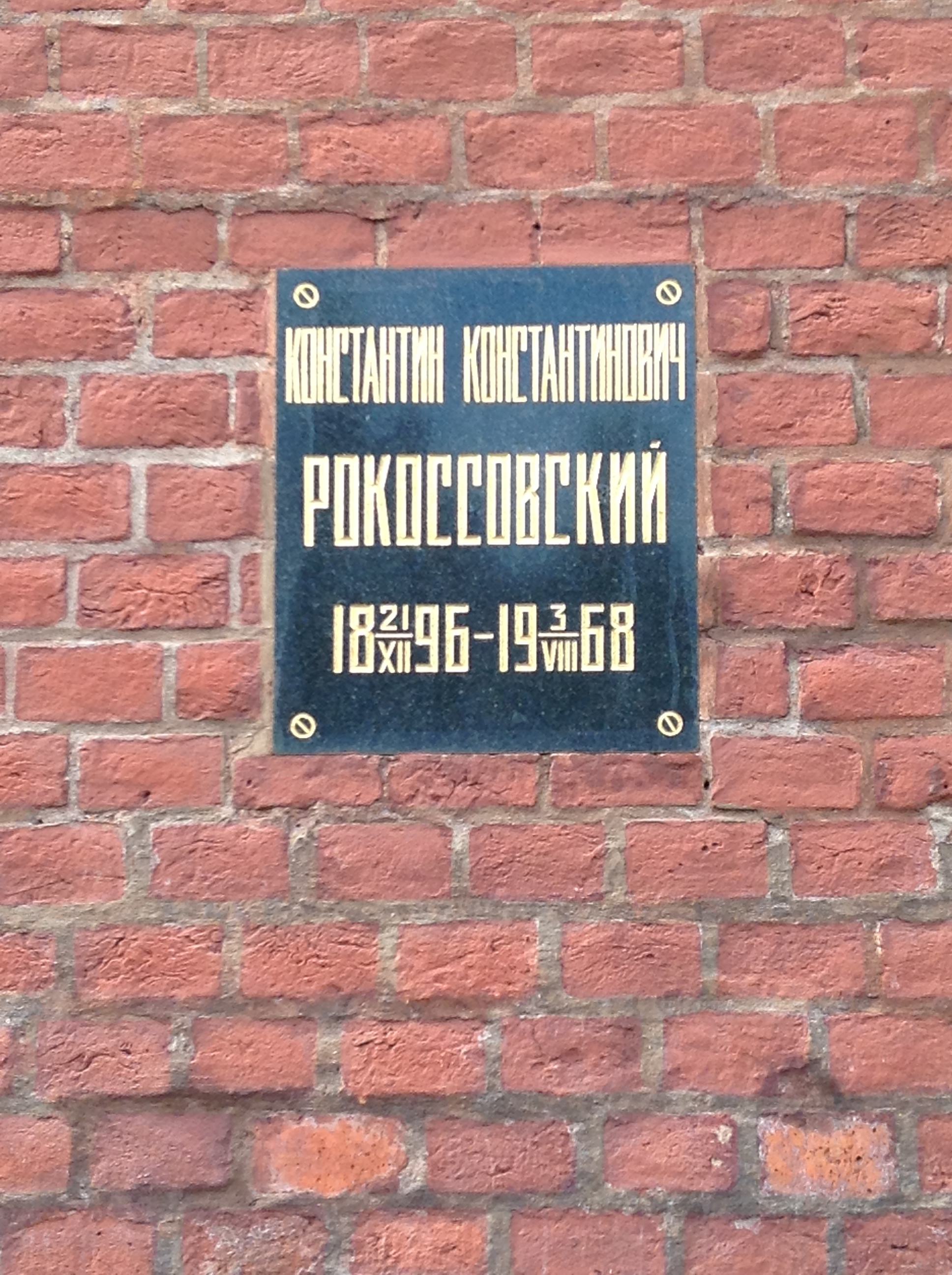
Grób Rokossowskiego w cmentarzu przy Murze Kremlowskim

Na sesji naukowej z okazji 50. rocznicy Armii Radzieckiej widziałem marszałka Rokossowskiego po raz ostatni. Serdecznie przywitał się ze mną i innymi członkami polskiej delegacji, a w czasie przerwy obiadowej zwrócił się do marszałka Andrieja Greczki z prośbą o zwolnienie go z dalszych obrad. Czuł się źle i chciał się udać do szpitala. Żegnając się ze mną prosił, by w Warszawie otoczyć opieką jego siostrę Helenę. W centralnych uroczystościach 50-lecia Armii Radzieckiej już nie uczestniczył. W szpitalu pozostał do końca swych dni, pracując usilnie nad redakcją swych wspomnień.

Wydania swej książki, której nadał tytuł „Żołnierski Obowiązek”, oczekiwał z niecierpliwością. Zmarł na kilka miesięcy przed ukazaniem się wspomnień na raka prostaty. Jako wybitnie zasłużony dla Związku Radzieckiego został pochowany na cmentarzu przy Murze Kremlowskim w Moskwie. W pogrzebie marszałka dwóch państw wzięli udział Leonid Breżniew jako Sekretarz Generalny Komitetu Centralnego Komunistycznej Partii Związku Radzieckiego, a także delegacja Polski z ministrem Obrony Narodowej, gen. armii Wojciechem Jaruzelskim na czele oraz przedstawiciele władz partyjnych i administracyjnych miast, których Rokossowski był honorowym obywatelem. W składzie delegacji udała się na uroczystości pogrzebowe siostra Helena Rokossowska.

## Życie prywatne

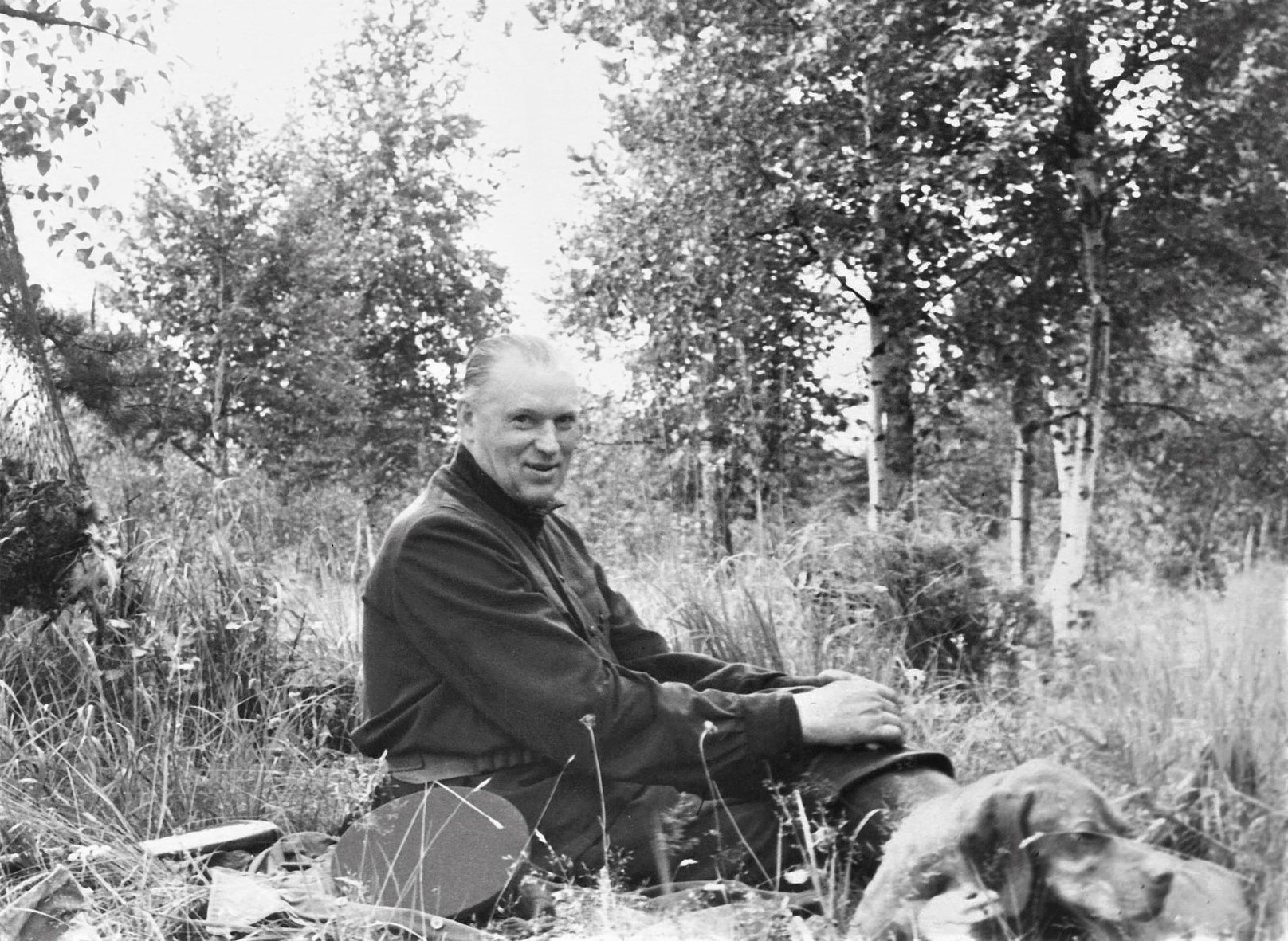
Rokossowski z psem na wypoczynku na kilka lat przed śmiercią, lata sześćdziesiąte XX wieku

Jego młodsza siostra Helena spędziła całe życie w Warszawie i zmarła tam w 1982 r., a starsza Maria zmarła w 1915 r. na terytorium ówczesnego Cesarstwa Rosyjskiego.
Żonaty był od 30 kwietnia 1923 z Rosjanką, nauczycielką Julią Pietrowną Barminą (1901–1986) z którą miał jedną córkę Ariadnę (1925–1978). Ariadna wyszła za mąż za Wila (Wil – skrót od Włodzimierz Ilicz Lenin), z którym miała dwóch synów – Pawła i Konstantego. Konstanty ożenił się z Ludmiłą Okuniew, wnuczką carskiego generała, z którą mają córkę Ariadnę (pracuje jako dziennikarka w dzienniku „Rossijskaja gazieta”). Wnuk Konstanty wraz ze swoją rodziną zabiegają o pamięć Rokossowskiego w Polsce. Rodzina jest bardzo związana z korzeniami Rokossowskiego, upatrując Polskę jako swoją drugą ojczyznę.
Wbrew opinii publicznej marszałek Rokossowski nigdy nie związał się z aktorką Walentiną Sierową. Na początku wojny poznał młodą lekarkę wojskową Galinę Talanową, która w okresie wojny była jego jedyną frontową miłością. W 1945 roku urodziła się im córka-Nadieżda.

Rokossowski nie znosił samotności, stale pracował ze swoim sztabem. Najczęściej spotykaliśmy go w oddziale operacyjnym lub w pokoju szefa sztabu. Przychodził, zapytywał o kłopoty w pracy, pomagał radą i doświadczeniem, proponował przemyślenie takiego lub innego wariantu przyszłych działań. Zawsze skupiony, umiejętnie przydzielał pracę swoim zastępcom, szefom rodzajów wojsk, sztabowi, radzie wojennej i zarządowi politycznemu. Wszystko to stwarzało wyjątkowo pogodną atmosferę; każdy człowiek chciał odważniej myśleć i równie odważnie działać...

## W opinii historyków

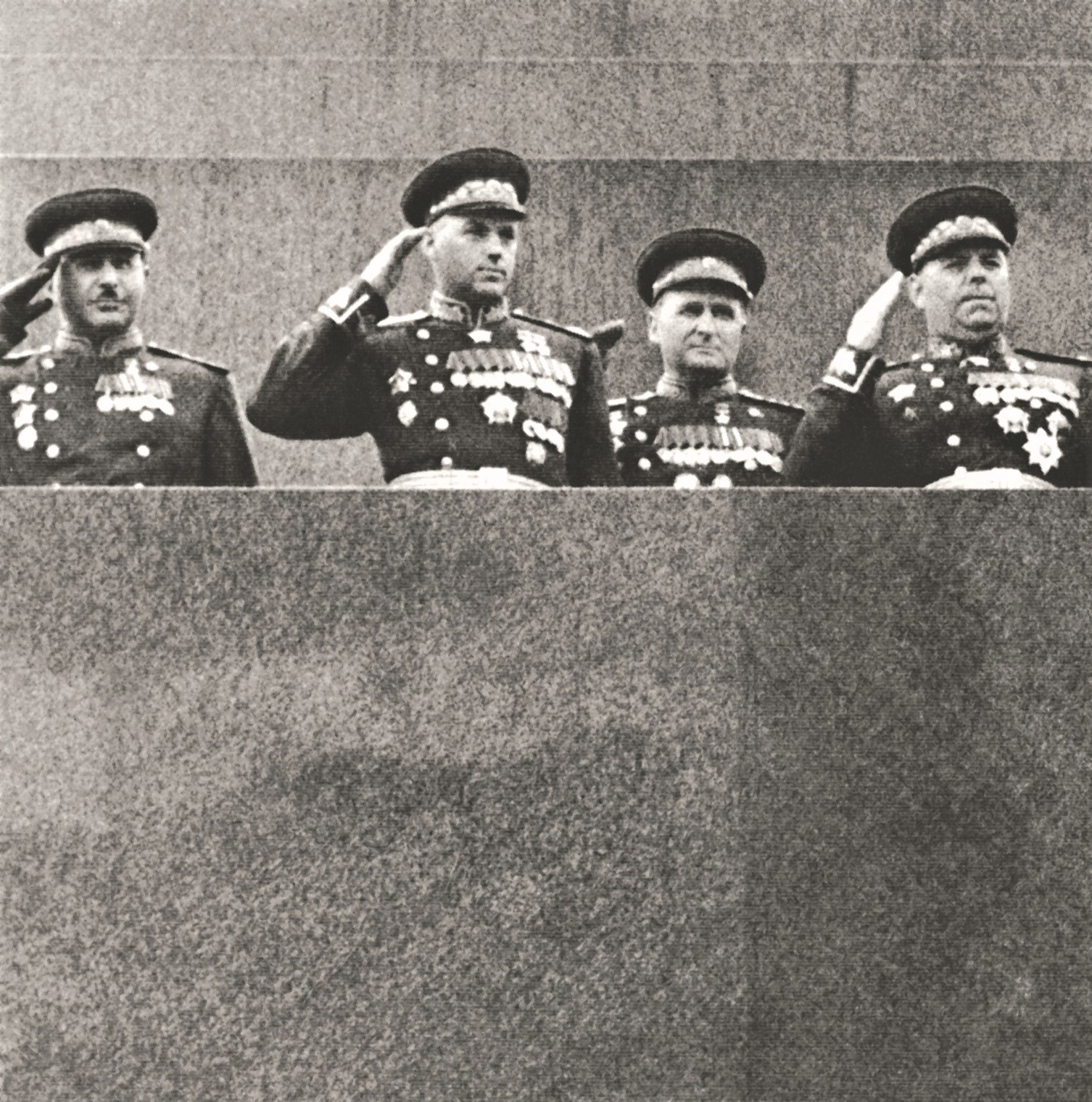
Rokossowski przyjmuje defiladę na Placu Czerwonym, 1945 rok

Polak z pochodzenia, autentyczny Polak, ale obywatel Związku Radzieckiego z wyboru, potem ofiara stalinowskiej czystki, więzień łagrów, torturowany, poniewierany i bity. Powołany do służby po zwolnieniu w 1940. Okazał się jednym z najwybitniejszych dowódców rosyjskich II wojny światowej, może i najwybitniejszym. W historiografii rosyjskiej obecnej, która przewartościowuje wiele utartych schematycznych i propagandowych mitów, toczy się wielka dyskusja: kto był tym najwybitniejszym dowódcą Armii Czerwonej? I bardzo wiele głosów pada m.in. za operację Bagration na korzyść Rokossowskiego, nie Żukowa, tym bardziej nie Koniewa, a właśnie Rokossowskiego i to jest chyba werdykt sprawiedliwy. Dlaczego? Rokossowski potrafił nie tylko bardzo umiejętnie dowodzić; Rokossowski był jedynym dowódcą radzieckim, co potwierdzają wszyscy jego podkomendni, który rachował koszty ludzkie, który brał pod uwagę minimalizację strat. To powodowało, że oficerowie i żołnierze marzyli, żeby znaleźć się pod rozkazami Rokossowskiego; to było bardzo niepewną, ale jakąś formą polisy na życie, była jakaś szansa przeżycia wojny, u Żukowa była znikoma, czy u Koniewa, u Rokossowskiego była znacznie większa. Skąd ten oszałamiający sukces radziecki? Otóż armia niemiecka tak dzielnie, trzeba powiedzieć, walcząca na froncie wschodnim do końca 1943, w 1944 znalazła się w sytuacji zmarzniętego, zziębniętego człowieka, okrywającego się zbyt krótką, w dodatku dziurawą kołdrą. Było po prostu za mało sił i za mało wojska. Dało się obsadzić z grubsza linię frontu, ale każde jej wyłamanie mogło powodować niezwykłe skutki i rzeczywiście katastrofa grupy Armii Centrum, którą Rokossowski kleszczowymi uderzeniami rozbił, pobił i okrążył, spowodowała wielusetkilometrową lukę we froncie, lukę, którą udało się zatkać dopiero na Wiśle i dlatego i w operacjach ofensywnych alianckich II wojny światowej operacja Bagration jaśnieje blaskiem i wśród najwybitniejszych dowódców II wojny światowej musi znaleźć się nazwisko Konstantego Rokossowskiego.

## Ordery i odznaczenia
- Order Budowniczych Polski Ludowej (22 grudnia 1951)[60][61]
- Order Krzyża Grunwaldu I klasy (13 lipca 1945)[62][61]
- Krzyż Wielki Orderu Wojennego Virtuti Militari z Gwiazdą (13 lipca 1945)[61][63]
- Medal za Warszawę 1939–1945
- Medal za Odrę, Nysę, Bałtyk
- Medal Zwycięstwa i Wolności 1945
- Odznaka honorowa „Za zasługi dla Gdańska” (1965)[64]
- Medal „Złota Gwiazda” Bohatera Związku Radzieckiego (dwukrotnie: 1944, 1 czerwca 1945[65])
- Order „Zwycięstwo” (1945[66], Związek Radziecki; jako jeden z 17/16[h] odznaczonych)
- Order Lenina (siedmiokrotnie: 1936, 1942, 1944, 1945, 1946[67], 1956, 1966, Związek Radziecki)
- Order Rewolucji Październikowej (1968, Związek Radziecki)
- Order Czerwonego Sztandaru (sześciokrotnie: 1920, 1922, 1930, 1941, 1944, 1947, Związek Radziecki)
- Order Suworowa I stopnia (1943, Związek Radziecki)
- Order Kutuzowa I stopnia (1943, Związek Radziecki)
- Medal „Za obronę Moskwy” (Związek Radziecki)
- Medal „Za obronę Stalingradu” (Związek Radziecki)
- Medal „Za obronę Kijowa” (Związek Radziecki)
- Medal „Za zdobycie Berlina” (Związek Radziecki)
- Medal „Za zdobycie Królewca” (Związek Radziecki)
- Medal „Za wyzwolenie Warszawy” (Związek Radziecki)
- Medal „Za zwycięstwo nad Niemcami w Wielkiej Wojnie Ojczyźnianej 1941–1945” (Związek Radziecki)
- Medal jubileuszowy „Dwudziestolecia zwycięstwa w Wielkiej Wojnie Ojczyźnianej 1941–1945” (Związek Radziecki)
- Medal jubileuszowy „XX lat Robotniczo-Chłopskiej Armii Czerwonej” (Związek Radziecki)
- Medal jubileuszowy „30 lat Armii Radzieckiej i Floty” (Związek Radziecki)
- Medal jubileuszowy „40 lat Sił Zbrojnych ZSRR” (Związek Radziecki)
- Medal jubileuszowy „50 lat Sił Zbrojnych ZSRR” (Związek Radziecki)
- Medal „W upamiętnieniu 800-lecia Moskwy” (Związek Radziecki)
- Krzyż św. Jerzego IV stopnia (1914, Imperium Rosyjskie)
- Medal św. Jerzego II, III i IV stopnia (1917, 1916 i 1915, Imperium Rosyjskie)
- Wielki Oficer Orderu Legii Honorowej (Francja)
- Krzyż Komandorski Legii Zasługi (Stany Zjednoczone)
- Krzyż Komandorski Orderu Łaźni (1945, Wielka Brytania)[68]
- Krzyż Wojenny (Francja)
- Order Suche Batora (Mongolia)
- Order Czerwonego Sztandaru (Mongolia)
- Medal Wolności Króla Chrystiana X (Dania)[69]
- Order Przyjaźni (Mongolia)
- Medal Przyjaźni Chińsko-Radzieckiej (ChRL)

## Upamiętnienie

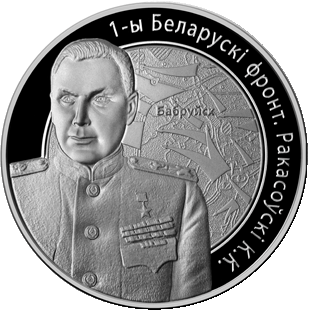
Srebrna białoruska moneta z 2010 roku
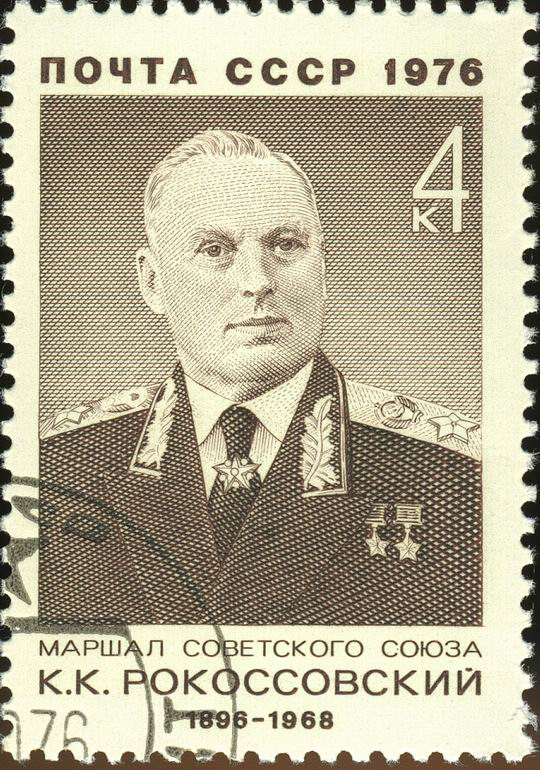
Radziecki znaczek pocztowy z 1976 roku
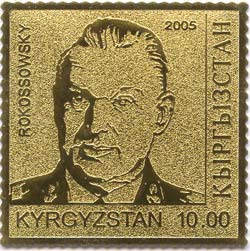
Kirgiski znaczek pocztowy z 2005 roku
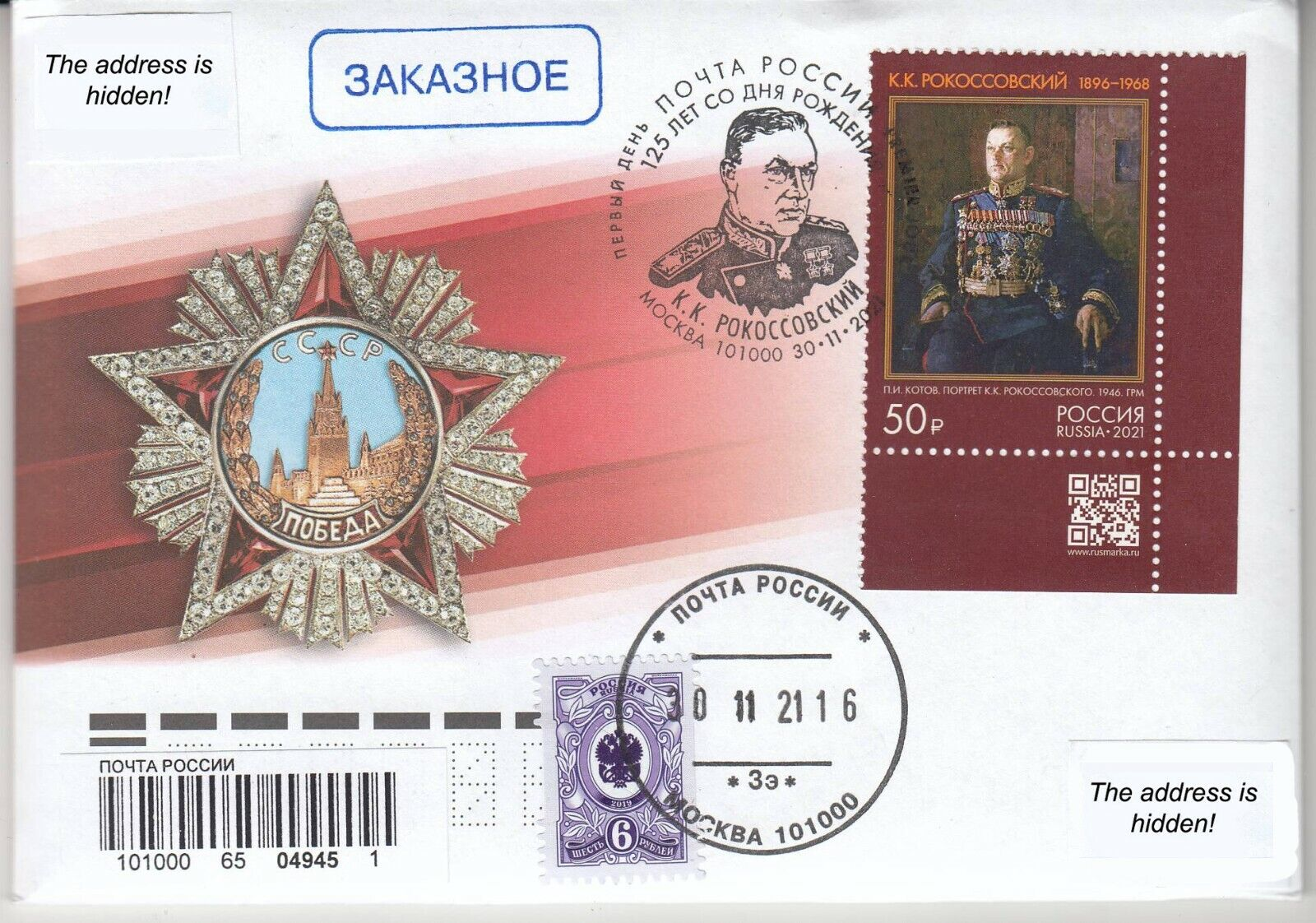
Rosyjska pocztówka ze znaczkiem z 2021 roku
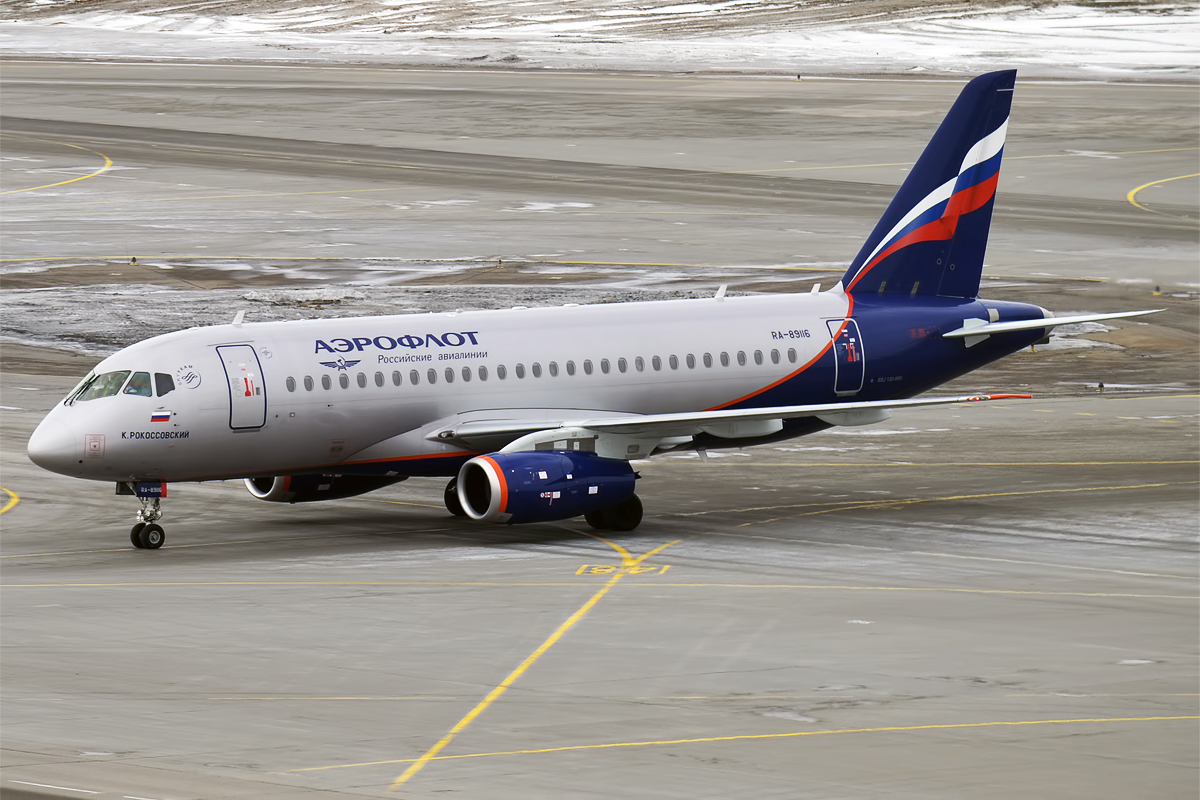
RA-89116 imienia Rokossowskiego
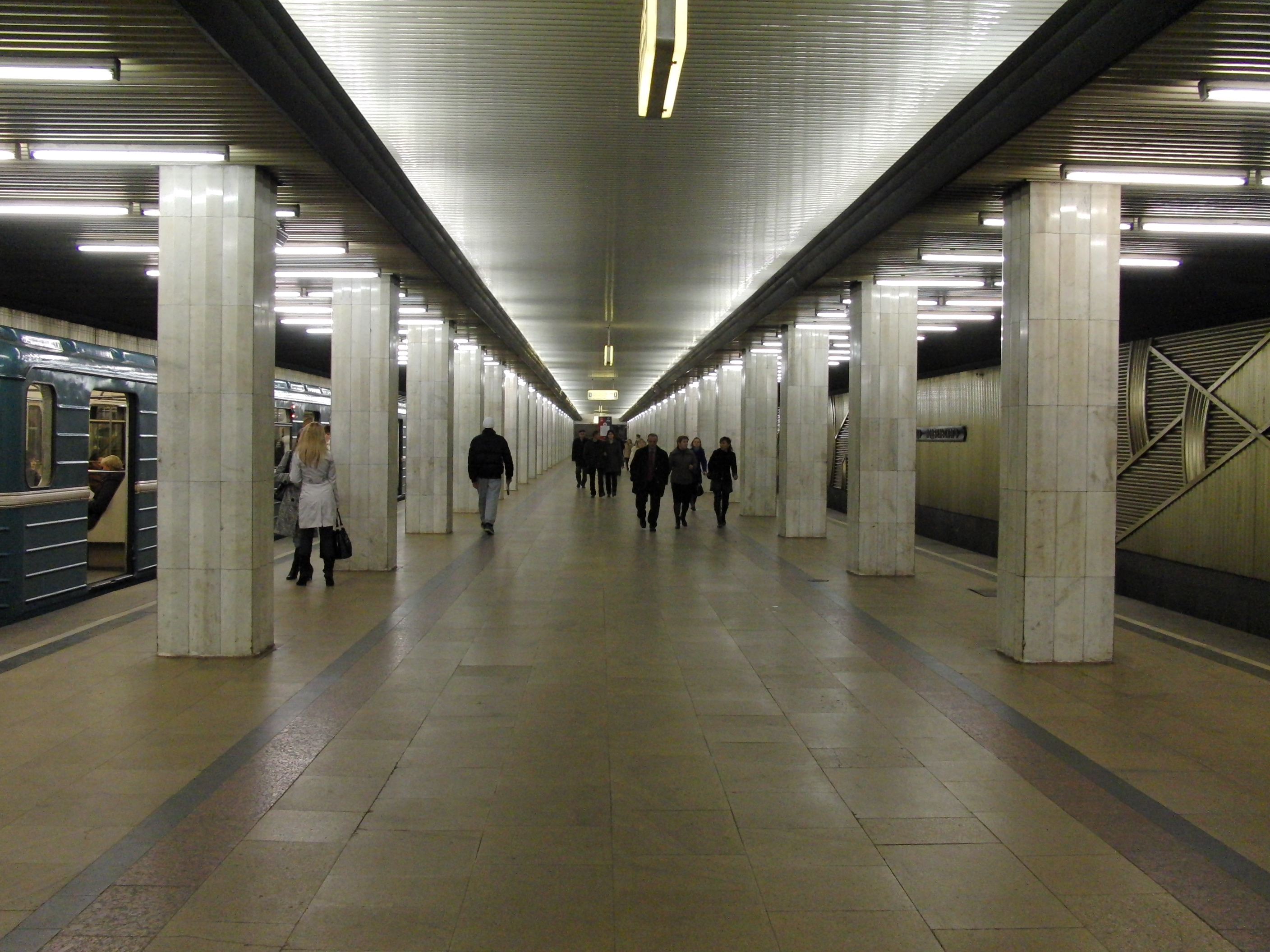
Bulwar Rokossowskogo, stacja metra w Moskwie
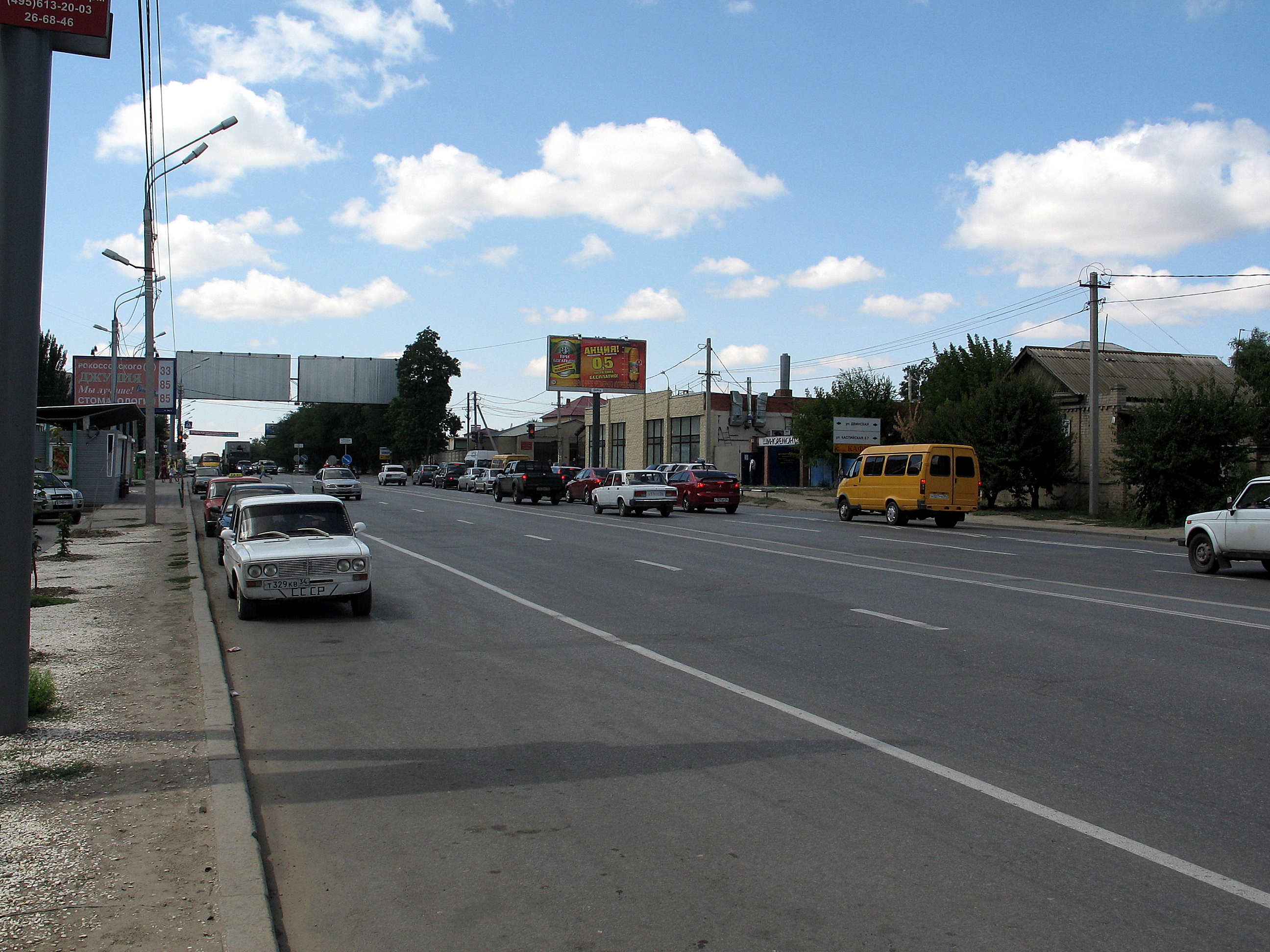
Ulica Rokossowskiego w Wołgogradzie, dawnym Stalingradzie
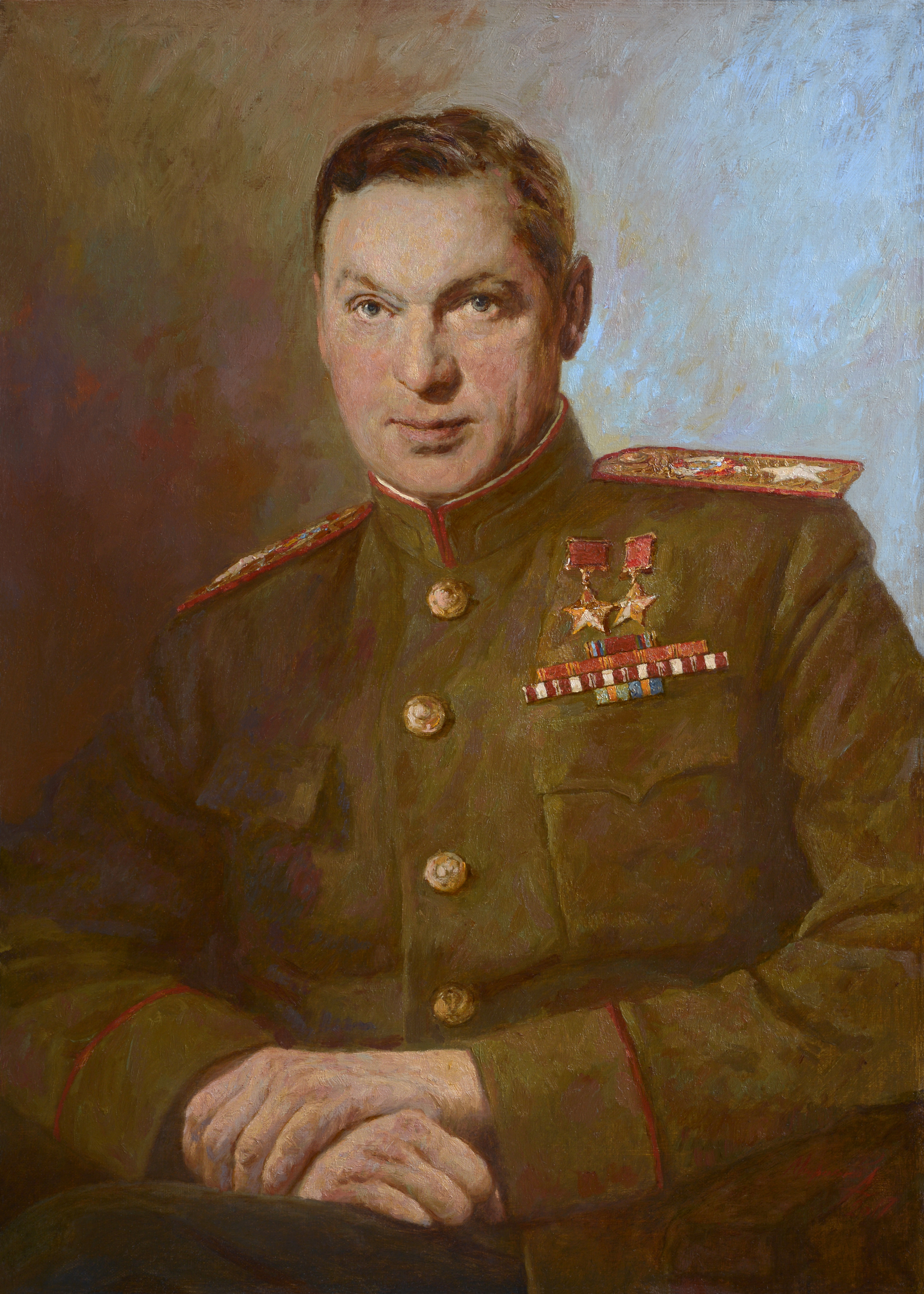
Portret olejny autorstwa Andrieja Mironowa
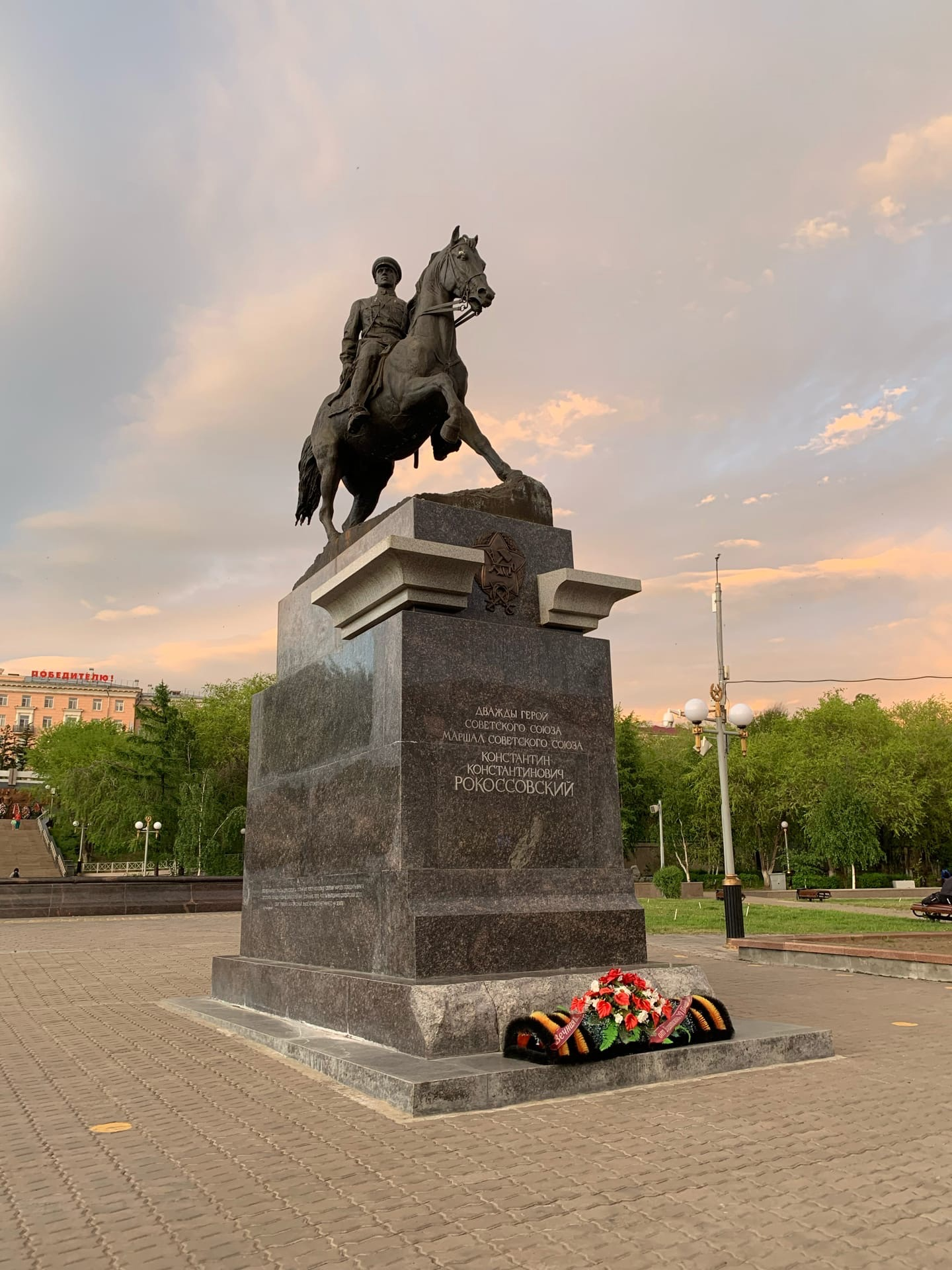
Pomnik konny w Ułan-Ude w Buriacji
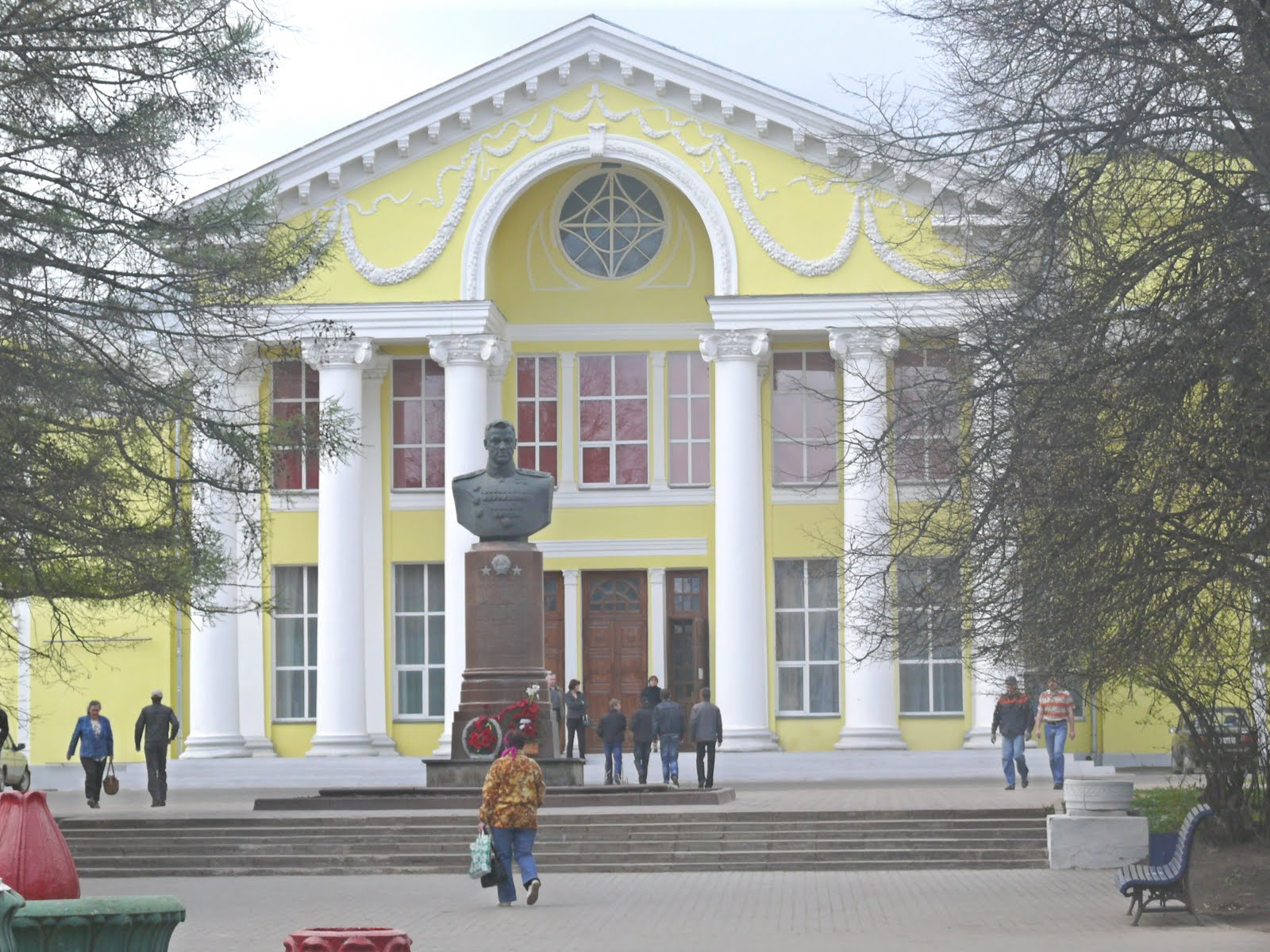
Popiersie na placu Rokossowskiego w Wielkich Łukach
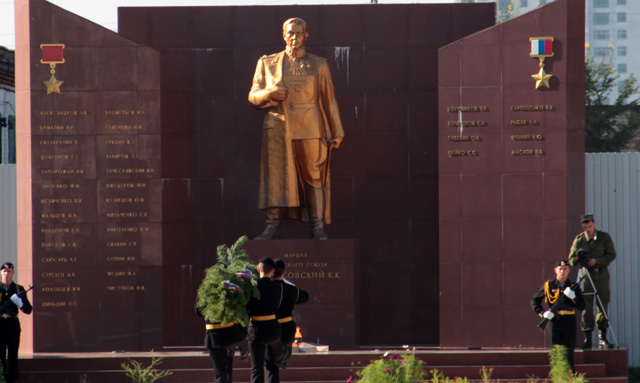
Słuchacze szkoły wojskowej w Błagowieszczeńsku oddają honory pod pomnikiem
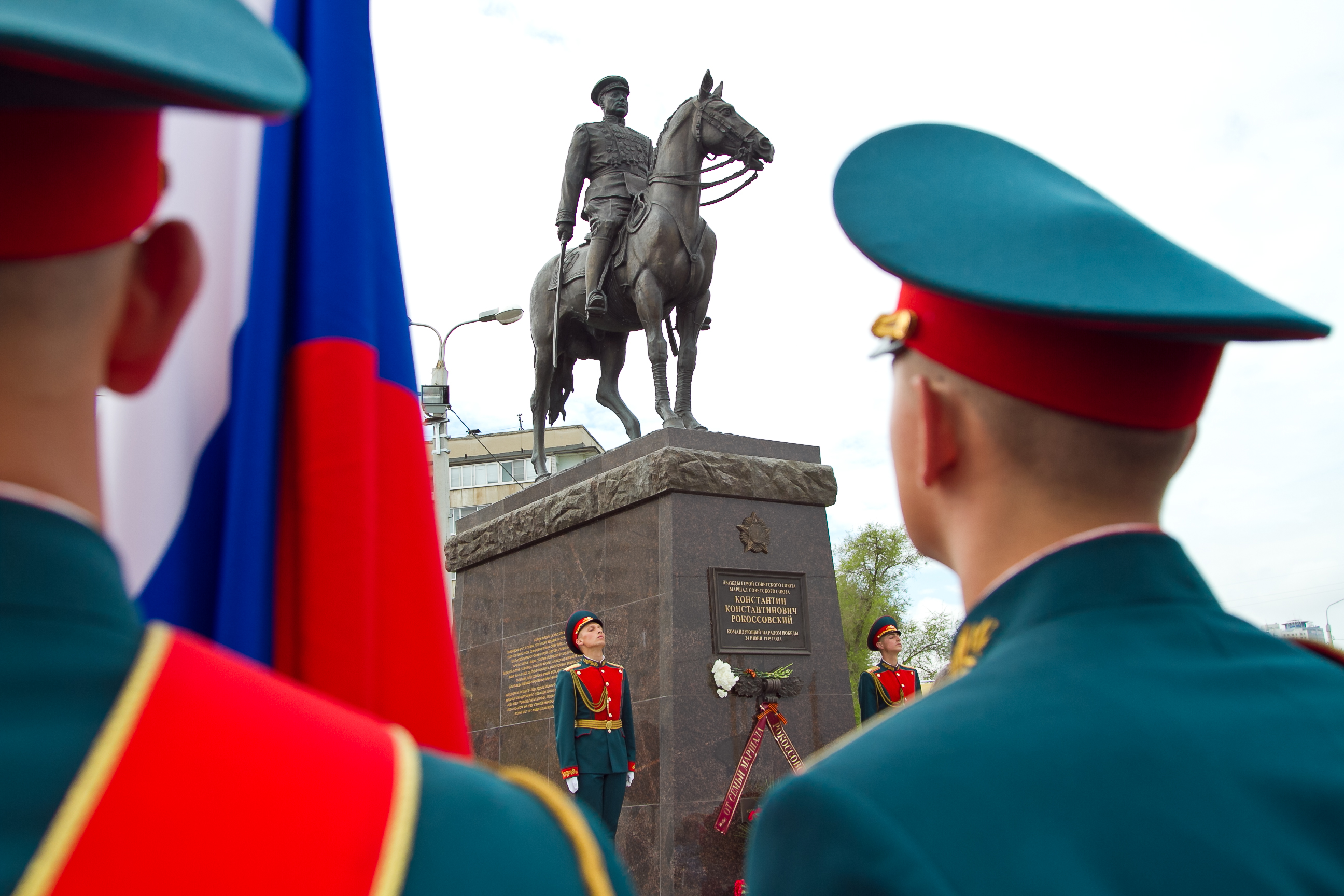
Ceremonia wojskowa pod pomnikiem w Wołgogradzie
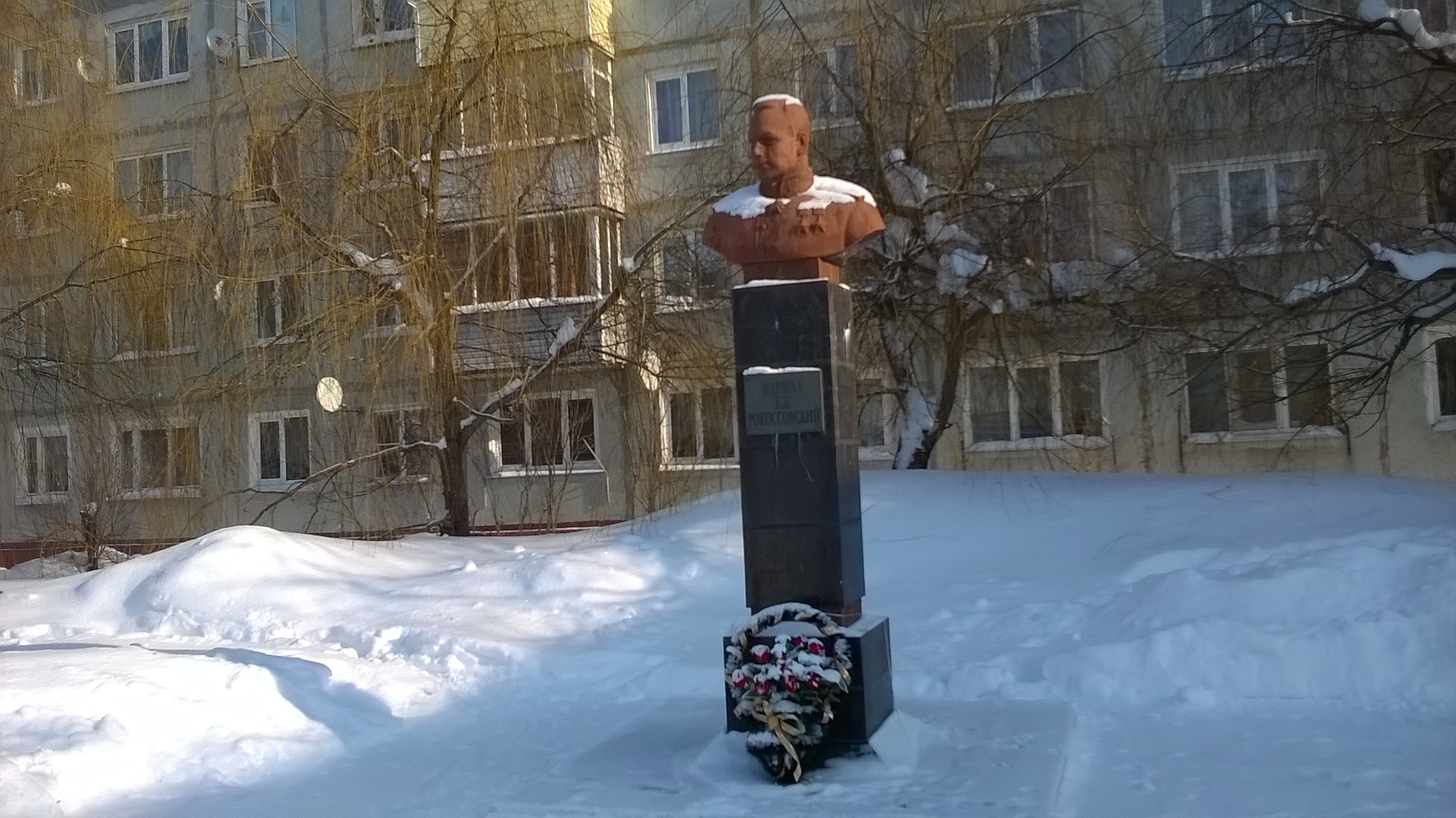
Popiersie w Suchiniczi
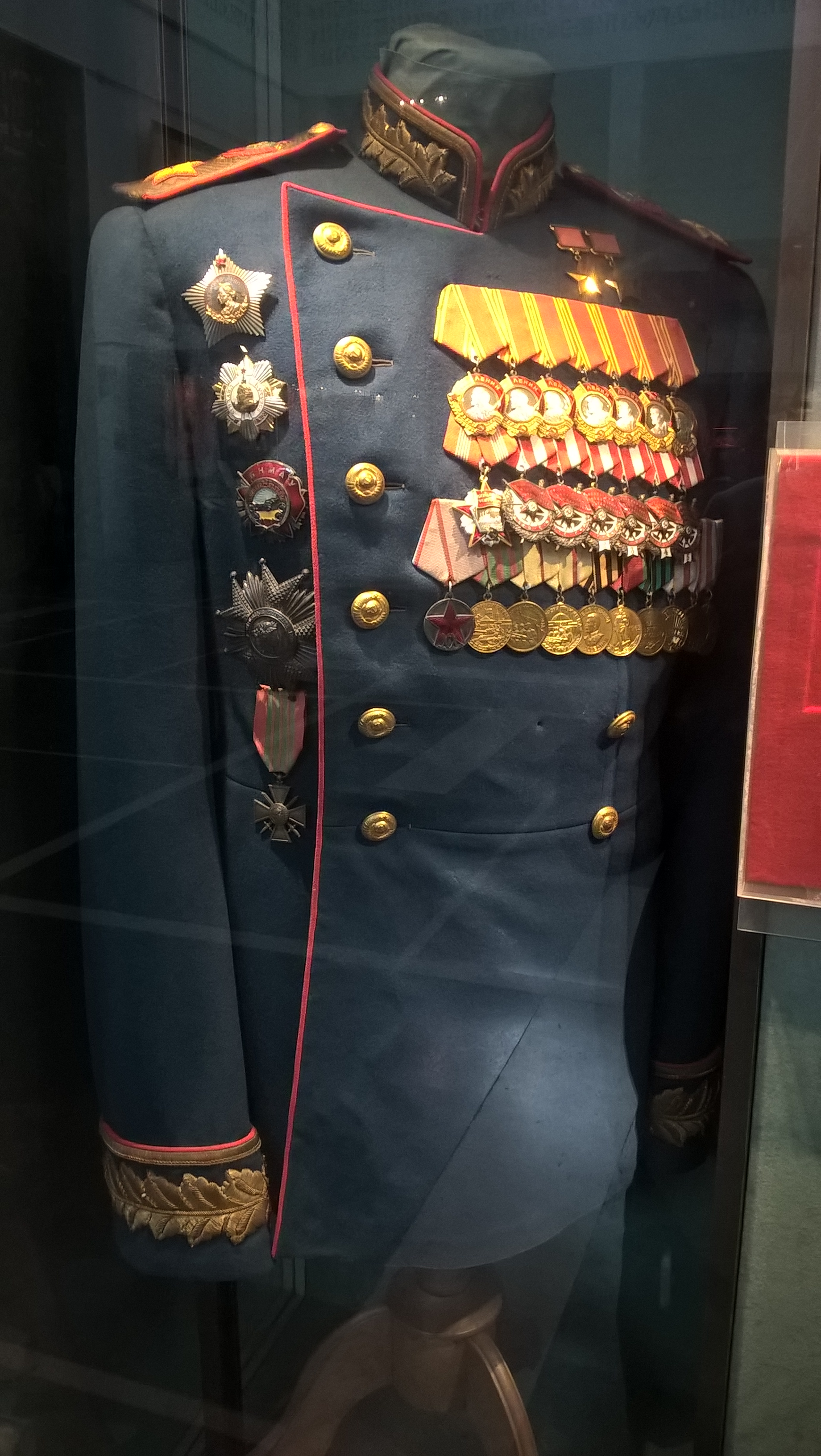
Radziecki mundur Rokossowskiego na rosyjskiej ekspozycji muzealnej

Jego postać występuje w filmach: Cwał, Wyzwolenie, Bitwa za Moskwę, Upadek Berlina i Żołnierz zwycięstwa.
Jeden z Suchojów w liniach Aerofłot (RA-89116) nosi jego imię.
W 1976 został wybity medal upamiętniający Konstantego Rokossowskiego, wydany przez Mennicę Państwową, a zaprojektowany przez Józefa Misztelę.
Od 1975 był patronem 20 Warszawskiej Dywizji Pancernej.